# Niccolò Paganini
« Paganini » redirige ici.  Pour les autres significations, voir Paganini (homonymie).
Œuvres principales
- Vingt-quatre caprices pour violon, op. 1
- Concerto pour violon no 1
- Concerto pour violon no 2
- Le Streghe (La danse des sorcières)

Niccolò Paganini, né le 27 octobre 1782 à Gênes et mort le 27 mai 1840 à Nice, est un violoniste, altiste, guitariste et compositeur génois.
Par sa technique exceptionnelle, il a contribué à l'histoire du violon, mais également à intégrer la dimension virtuose dans l'art, dont il est un des représentants les plus célèbres, attirant à lui d'autres compositeurs romantiques, tel Liszt. Souvent qualifié de plus grand violoniste de tous les temps, il est également un compositeur réputé.
Même si l'ensemble ou presque des techniques modernes du violon n'est pas de son fait (staccato, trémolo, glissando, pizzicato de la main gauche, entre autres, sont dans les Capricci de Locatelli ou les duos de son maître Rolla), il a inventé de nouvelles façons de jouer du violon, en les rassemblant, il les actualise ou magnifie les effets déjà existants (trilles, double-cordes, démanché), lui donnant un nouvel élan ; la postérité considérant qu'il y a « un avant et un après » Paganini.

## Biographie

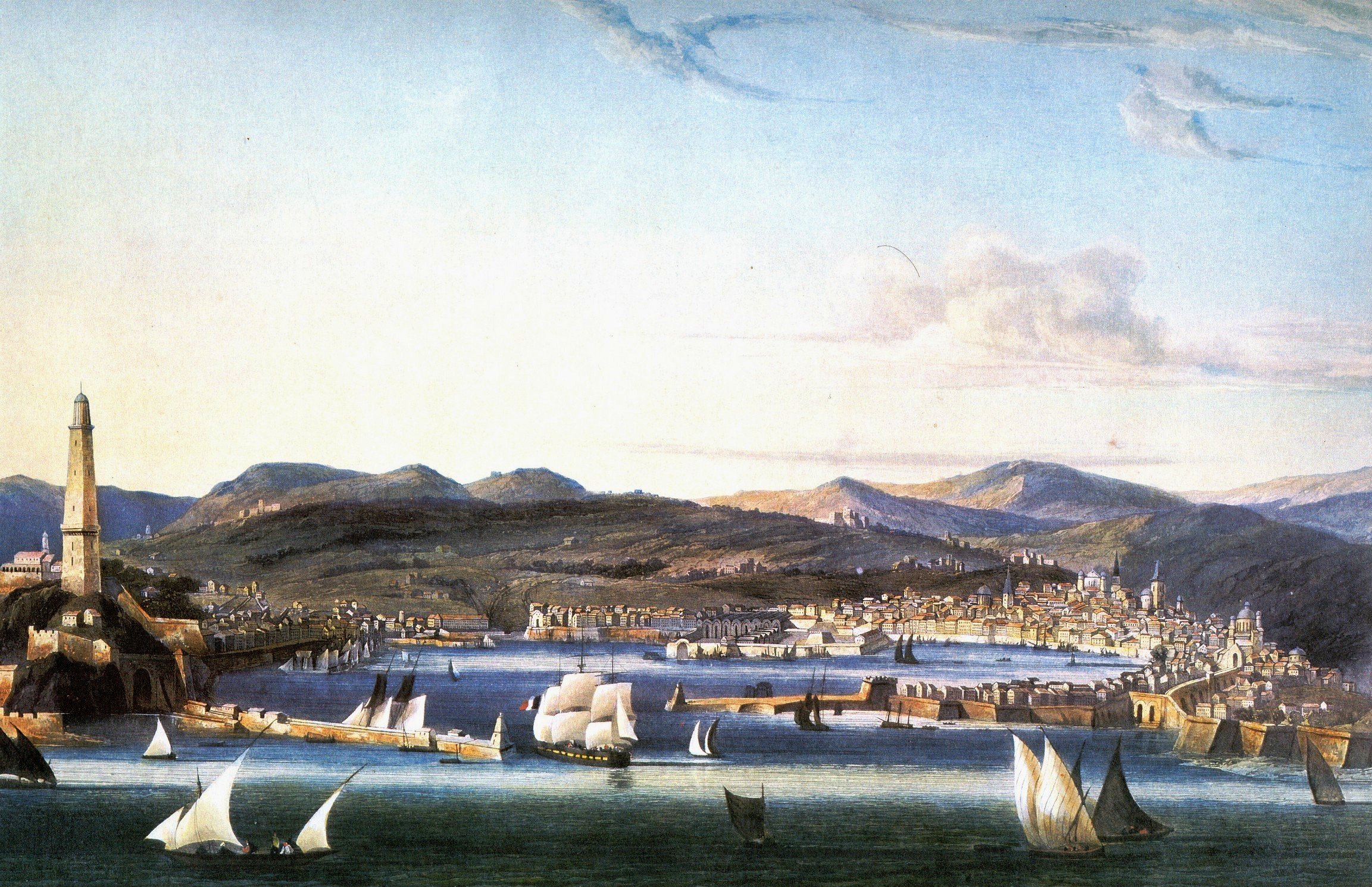
La ville et le port de Gênes, vers 1810, par Ambroise Louis Garneray.

### Formation
Niccolò Paganini naît dans une famille modeste et est baptisé à l'église San Salvatore, le lendemain de sa naissance. Il est le troisième fils d'Antonio Paganini, né en 1754, ancien docker, (ligaballe) qui arrondit ses fins de mois en jouant de la mandoline, et de Teresa Bocciardo, tous deux amateurs de musique. Son frère aîné, Carlo (1778–1830), sera également violoniste. Il a deux sœurs, Nicoletta, âgée d'un an en 1782 (deux enfants morts en bas âge) et Domenica, née en 1788.

Il apprend la mandoline avec son père à cinq ans et, à la suite d'un songe de sa mère où elle l'avait vu jouant du violon en soliste et entraînant un orchestre, se met à étudier le violon deux ans plus tard, dressé par son père autoritaire qui le contraint à jouer du violon du matin au soir et le prive de nourriture lorsqu'il ne s'applique pas suffisamment. Il étudie ensuite avec un violoniste professionnel mal identifié, Giovanni Cervetto (ou Servetto) ; puis avec Giacomo Costa, premier violon de l'orchestre du théâtre et maître de chapelle à San Lorenzo pendant trente leçons — plus tard Paganini se rappelait ce « bon vieux Costa », mais ne défendait pas sa manière « de tirer l'archet, tellement antinaturelle ». Il compose sa première sonate (perdue) à l'âge de huit ans et donne son premier concert — un concerto de Pleyel — six mois après,. Il prend ses premières leçons de composition avec Francesco Gnecco et, à douze ans, donne des concerts dans les églises (San Agostino) et les cercles privés, où il est remarqué par le marquis et patricien génois Gian Carlo Di Negro,. À la même époque, en 1795, il compose les quatorze variations sur La Carmagnole pour violon et guitare, pièce inspirée par la chanson de la Révolution française et destinée au public francophile de Gênes. L'œuvre constitue un précieux témoignage du style précoce de Paganini.

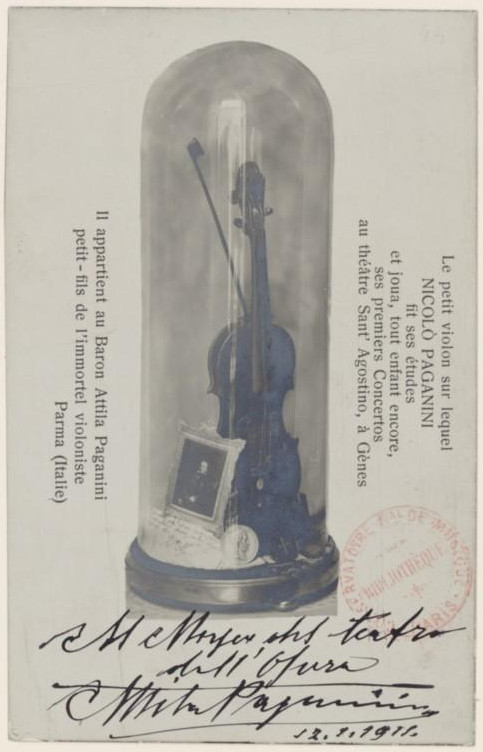
Le violon de Paganini enfant, photographie de 1911.

Beaucoup de professeurs se succèdent au cours de la scolarité de Paganini. Le jeune élève étant trop doué, beaucoup ne sont pas à la hauteur. Il donne un concert en 1795 au théâtre San Agostino, pour financer ses frais de déplacement et d'études. Recommandé à la famille du virtuose par le marquis Di Negro, ébahi par les prestations musicales de Niccolò, Paganini, treize ans, se rend chez Alessandro Rolla à Parme. Après que le jeune violoniste a déchiffré à première vue une œuvre inconnue, Rolla est tellement impressionné par sa technique exceptionnelle qu'il estime n'avoir rien à lui apprendre dans la technique du violon. Néanmoins, Paganini travaille avec lui plusieurs mois. En 1796, il découvre L’Arte del violino de Locatelli, qui contient vingt-quatre caprices pour le violon. Avec la rencontre de August Duranowski (Auguste Frédéric Durant, violoniste polonais d'origine française), un peu antérieure, dont il apprend les effets brillants et populaires, il s'agit des deux influences qui jouent un grand rôle dans la formation de la technique violonistique de Paganini. La troisième est celle de Rodolphe Kreutzer, le principal disciple de Viotti, qui joue à Gênes en 1796 et 1797. Il lui est présenté par l'intermédiaire de Giancarlo Di Negro et lui apporte un jeu au style noble et ample, caractéristique de l'école de Viotti. Avant la composition de ses propres concertos, ceux de Kreutzer, Viotti et Rode étaient à son répertoire courant et synthétise les influences de l'école génoise de violon. Le concerto de jeunesse désigné sous le numéro 6 montre bien ces influences, outre celle de la technique de Rolla.
En dehors de l'instrument, Paganini reçoit, sous la recommandation de Rolla, des leçons de composition (trois fois par semaine, durant six mois environ) par Ferdinando Paër (en passe de partir à Vienne), et surtout par Gasparo Ghiretti (1754–1797), lui-même violoncelliste et maître du précédent, qui a sans doute beaucoup compté dans la formation musicale. Dans une lettre de 1831 à Paër, alors parisien, Paganini signe « votre disciple reconnaissant ». Il compose vingt-quatre fugues à quatre mains et plusieurs œuvres de musique instrumentale, mais beaucoup des œuvres de cette période d'étude ne sont pas restées. Parallèlement, accompagné de son père, il effectue des tournées de concerts dès l'âge de quinze ans. Lorsqu'il retourne à Gênes, fin 1796, il est déjà un compositeur accompli avec une excellente maîtrise de la théorie, de l'orchestration et du contrepoint.
En 1797, les troupes françaises arrivent à Gênes et la flotte anglaise fait blocus. Pour montrer l'étendue de son talent, il tente sa chance dans l'Italie du Nord : Livourne, Modène… où il arrive fin 1800 et se produit au théâtre Rangoni. Il joue des compositions écrites, mais s'attache à conserver un certain mystère sur ses techniques de jeu. Il est l'un des premiers musiciens à gérer sa carrière avec un sens certain de la publicité.

### Lucques et tournées italiennes
En 1801, âgé de dix-huit ans, Paganini s'installe à Lucques pour une dizaine d'années. Cette ville, qui peut se flatter d'une tradition musicale — elle a vu naître Geminiani, Manfredini et Boccherini —, se trouve occupée par la France depuis fin 1799. Il donne son premier concert lors du festival de Santa Croce, après un examen :

« Quatre ans avant le couronnement de Napoléon à Milan, Paganini se rendit à Lucques pour la célèbre solennité religieuse de la Sainte-Croix ; selon les statuts, il fut soumis à un examen, et tous se moquaient de son long archet et de la grosse armature de ses cordes ; mais après l'épreuve, il eut de forts applaudissements, de sorte que les autres candidats et concertistes n'osèrent plus se faire entendre. »

— Autobiographie, transcrite par Peter Lichtenthal.
Cet usage de l'archet long et de la grosse armature de ses cordes trahit encore l'influence de l'école de Tartini,,. Il est très applaudi lors du concert du 14 septembre 1801 dans la cathédrale, mais on lui reproche ses démonstrations peu orthodoxes d'homme et d'artiste, notamment quand, pendant le concert, il imite des cris d'animaux et émet d’autres sons bizarres, à la grande satisfaction d'un public hilare et conquis. L'abbé J. Chelini s'en fait écho dans ses Mélanges :

« La musique fut assez longue car on eut l'indiscrétion, et le manque d'égard pour le prélat, d'y faire exécuter – fait nouveau – un concert par un certain Paganini, jacobin génois, qui intervint juste après le Kyrie eleison, et ce concert dura 28 minutes. Ce monsieur avait une grande habileté, mais il n'avait ni discernement, ni jugement musical. Avec son violon il imitait le chant des oiseaux, les flûtes, les trompettes, les cors, de sorte que son concert finit par être un opéra bouffe faisant rire tout le monde en même temps qu'il suscitait l'admiration par son adresse et son aisance. »

Outre ses talents de violoniste, il se consacre plusieurs années (1801–1804) à étudier la guitare. Il a écrit plus de cent pièces pour violon et guitare ainsi que pour guitare seule ; il est même capable de présenter des concerts dans lesquels il joue alternativement de ces deux instruments. En janvier 1805, il postule au rang de premier violon de l'orchestre lucquois. Sa nomination comme premier violon de l'orchestre républicain, où il joue avec Carlo, son frère aîné, également violoniste, est datée du 22 janvier 1805,. Elle lui offre la stabilité matérielle (12 écus par mois), avec obligation de former deux élèves. Il enseigne tous les instruments à archet, y compris le violoncelle, et fait adopter une méthode de contrebasse à Francesco Bendettini, le premier contrebasse de l'orchestre. Ses talents pédagogiques — alors qu'il n'a qu'à peine plus de vingt ans — sont confirmés par la suite. Il excelle aussi dans la direction d'orchestre, tâche alors demandée au premier violon-soliste.

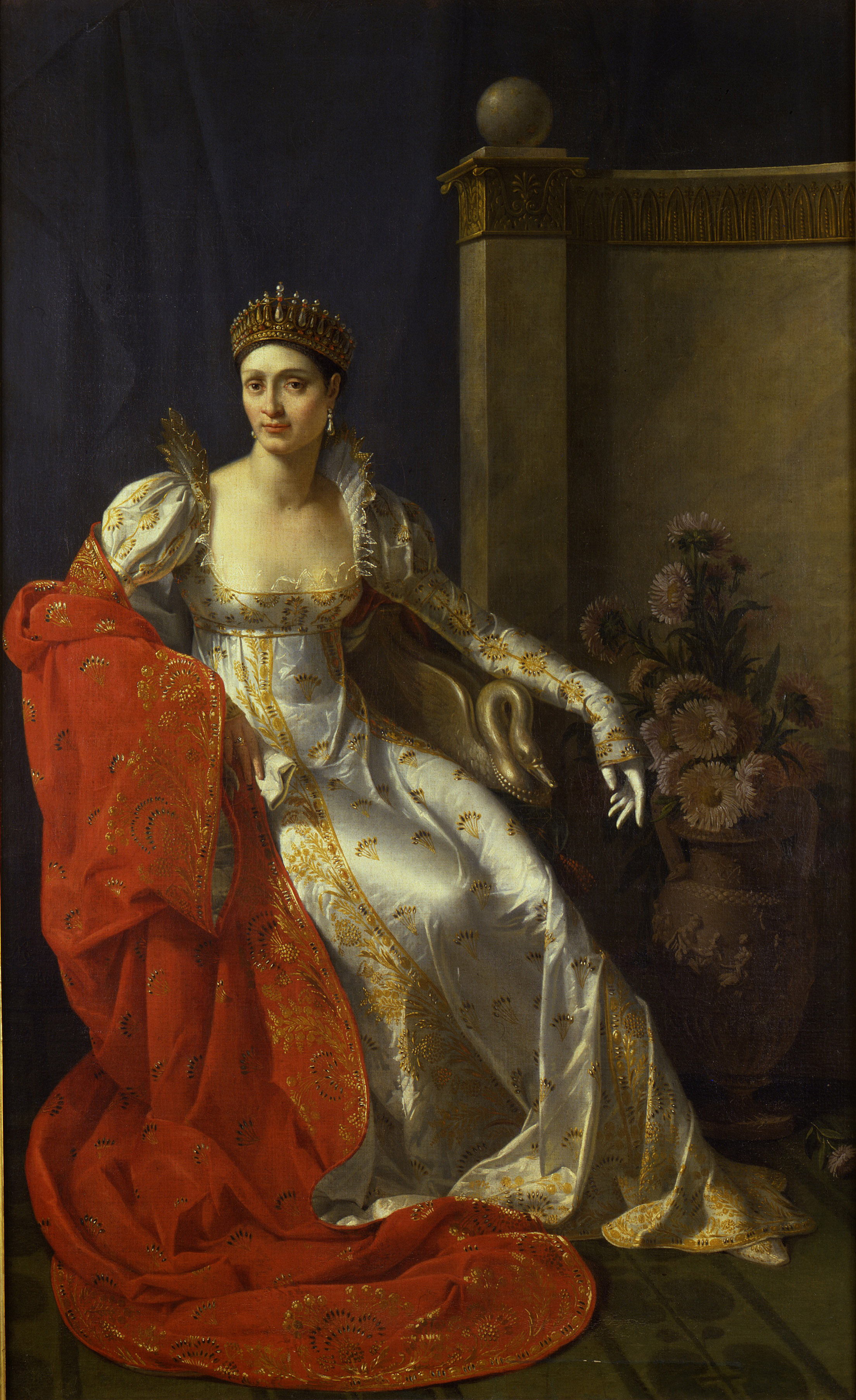
Élisa Bonaparte par Marie-Guillemine Benoist, vers 1805 (musée de la villa Guinigi de Lucques).

Mais lorsque Élisa (sœur de Napoléon) et son époux, le prince Felice Baciocchi, arrivent dans la principauté, Paganini se trouve « rétrogradé » en « premier violon des seconds violons ». Il est occupé à d'autres tâches : direction de l'opéra, « virtuose de la Chambre » — poste très convoité et prestigieux —, leçons à Felice Baciocchi, violoniste amateur à la Congregazione San Felice — un établissement pour jeunes filles pauvres —, et cérémonies officielles, où il doit porter un uniforme.
Vers 1805 environ (en tout cas avant 1818), il compose les Vingt-quatre Caprices pour violon seul, qui contribuèrent à développer le jeu de l'instrument par l'emploi du mélange des techniques pizzicato et arco, avec la particularité de faire son pizzicato de la main gauche, les doubles harmoniques.
Parmi de nombreuses œuvres pour violon et guitare, il compose une improvisation effectuée sur les seules cordes aiguë et grave (mi et sol) figurant, pour l'une, la femme, et, pour l'autre, l'homme, intitulée Scène amoureuse, que Neill qualifie de « morceau insignifiant pour violon et guitare ». Paganini raconte lui-même l'anecdote, :

« Un soir, après avoir ôté deux cordes à mon violon (la 2e et la 3e), j'improvisais une sonate intitulée Scena amorosa, supposant que la 1re corde était l'homme (Adonis) et la chanterelle, la femme (Vénus). Telle est l'origine de l'habitude que je pris de jouer sur une corde ; car après les éloges qu'on me donna sur cette sonate, on me demanda si je pouvais jouer sur une seule corde ; ma réponse fut « certo » ! »

Élisa lui commande une autre composition, pour la fête de Napoléon, son frère. Il s'agit de sa première œuvre avec orchestre connue, datée entre 1805 et 1809, intitulée « Napoléon » et souvent appelée ensuite Sonata Napoleone — alors qu'il s'agit d'un thème suivi de trois variations (et non d'une forme sonate). La composition se consacre pour la première fois à la corde de sol, la corde grave, qui est haussée d'une tierce mineure pour obtenir des effets impossibles autrement. Cette scordatura permet au musicien d'obtenir des « sons harmoniques plus nets et aussi une sonorité plus brillante ». « Ce fut le début et l'origine même de ma prédilection pour la corde de sol… Je progressai de jour en jour jusqu'à ce que finalement, je maîtrise complètement ce style d’exercice ».
Une relation amoureuse avec Élisa est détaillée par le récit de Paganini à son fils Achille, rapporté dans un article paru en 1931,. Edward Neill est circonspect sur les aspects de la vie sentimentale propre à alimenter les romans et rapporte qu'Élisa était connue comme la « Sémiramis de Lucques, non seulement par ses talents mais aussi par la légèreté de ses mœurs » et poursuit en hypothèse, que c'est plutôt elle qui courtise Paganini, que le contraire.
Incipit du 24e caprice – thème repris par Liszt, Brahms, Rachmaninoff, Casella…

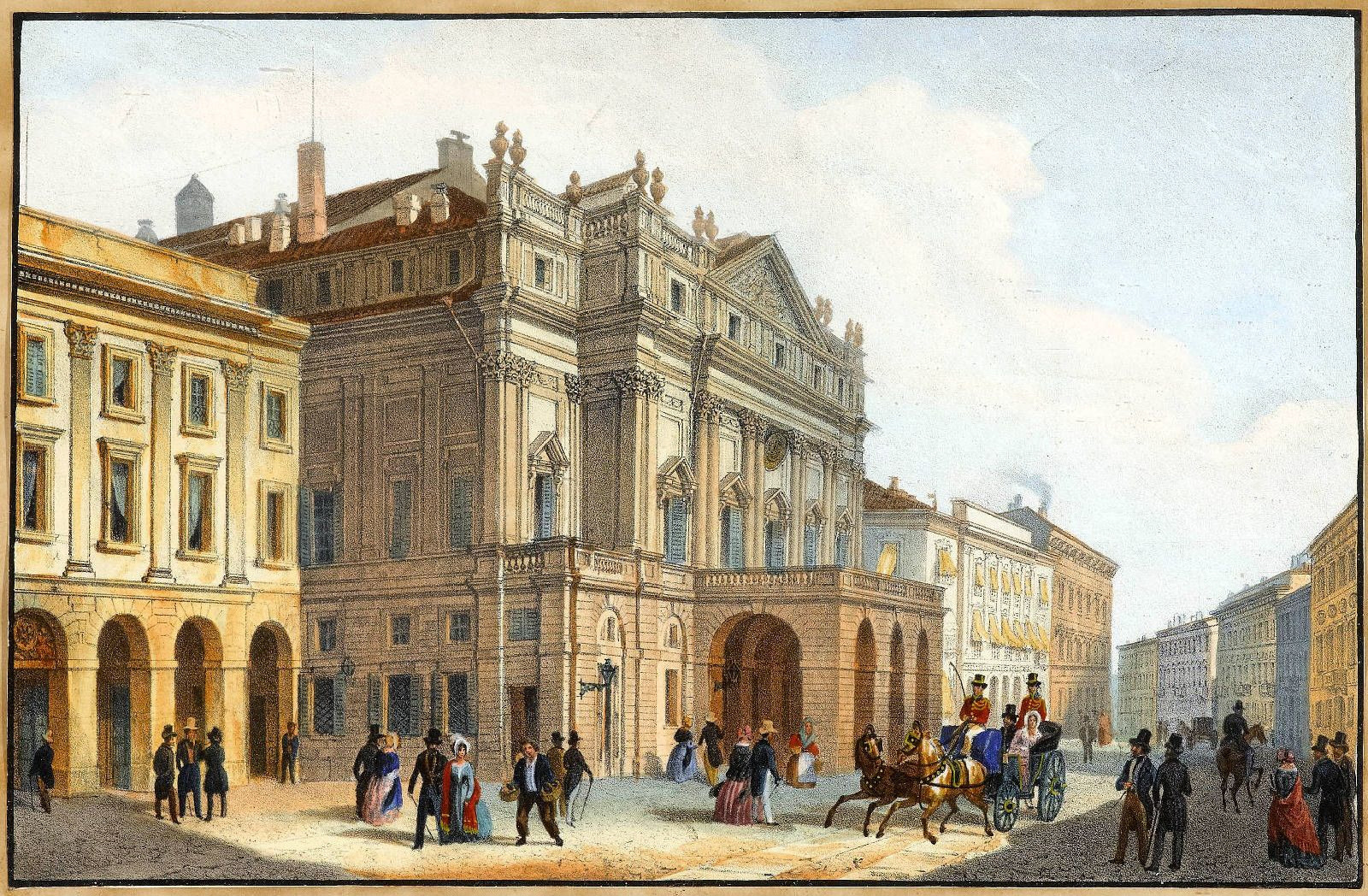
Le théâtre de la Scala à Milan.

En 1810, Paganini décide de devenir indépendant et entreprend une tournée en Italie. Lors de ce voyage, il rencontre à Milan, de nouveau Alessandro Rolla, premier violon (chef) de l'orchestre de la Scala et professeur au conservatoire, qui l'invite à jouer au théâtre. En 1813, impressionné par un passage d'un ballet de Süssmayr et du chorégraphe Salvatore Viganò, Il noce di Benevento [« Le Noyer de Bénévent »], où le hautbois introduit l'entrée des sorcières, rassemblées autour d'un arbre magique pour le Sabbat, il compose Le streghe pièce où il utilise pour la première fois les doubles harmoniques. Sur scène, lorsqu'il interprète l'œuvre, il coupe ostensiblement les cordes aiguës pour jouer tout le morceau sur la seule corde de sol. « Le feu jaillit, semble-t-il, de son Guarnerius, tandis qu'il joue Moïse ou la Danse des sorcières. » Le correspondant de Milan de l’Allgemeine musikalische Zeitung fait part à ses lecteurs d'un concert de la fin de 1813 où il joue, entre autres, Le streghe :

« Le 29 octobre, M. Paganini, de Gênes, généralement considéré en Italie comme le premier violoniste de notre époque, donna une académie musicale au théâtre de la Scala. Il exécuta un concerto pour violon de Kreutzer (mi mineur) et, pour finir, des Variations sur la corde de sol… Son jeu est tout bonnement incroyable. Il fait des traits, des sauts, des doubles cordes que l'on n'a jamais entendus d'aucun autre violoniste, quel qu'il soit. Il joue les passages les plus difficiles à deux, trois et quatre voix en utilisant ses propres doigtés, qui sont uniques. Il imite bon nombre d'instruments à vents, et expose la gamme chromatique dans le registre le plus aigu, tout près du chevalet, avec une pureté presque inimaginable. Il étonne ses auditeurs avec les passages les plus difficiles joués sur une corde et, comme pour plaisanter, pince un accompagnement de basse sur l'autre. »

— Allgemeine musikalische Zeitung, 1814
Le streghe, thème.
Lorsqu'il interprète des concertos de Kreutzer ou Rode, les critiques pointent les libertés ou inexactitudes par rapport à la partition ; Paganini répondant alors systématiquement, qu'il voulait jouer dans la « manière italienne ».
En 1814, il retourne à Gênes pour un cycle de concerts au Théâtre. Il tombe amoureux d'une jeune fille, Angiolina Cavanna, qu'il emmène à Parme les quelques mois que dure leur aventure. À son retour, il est accusé d'enlèvement par le père d'Angiolina et passe quelques jours en prison (au violon, dans la langue populaire). Cet incident marque le début d'une série d'aventures identiques, sans que jamais le musicien entretienne une vie conjugale stable.

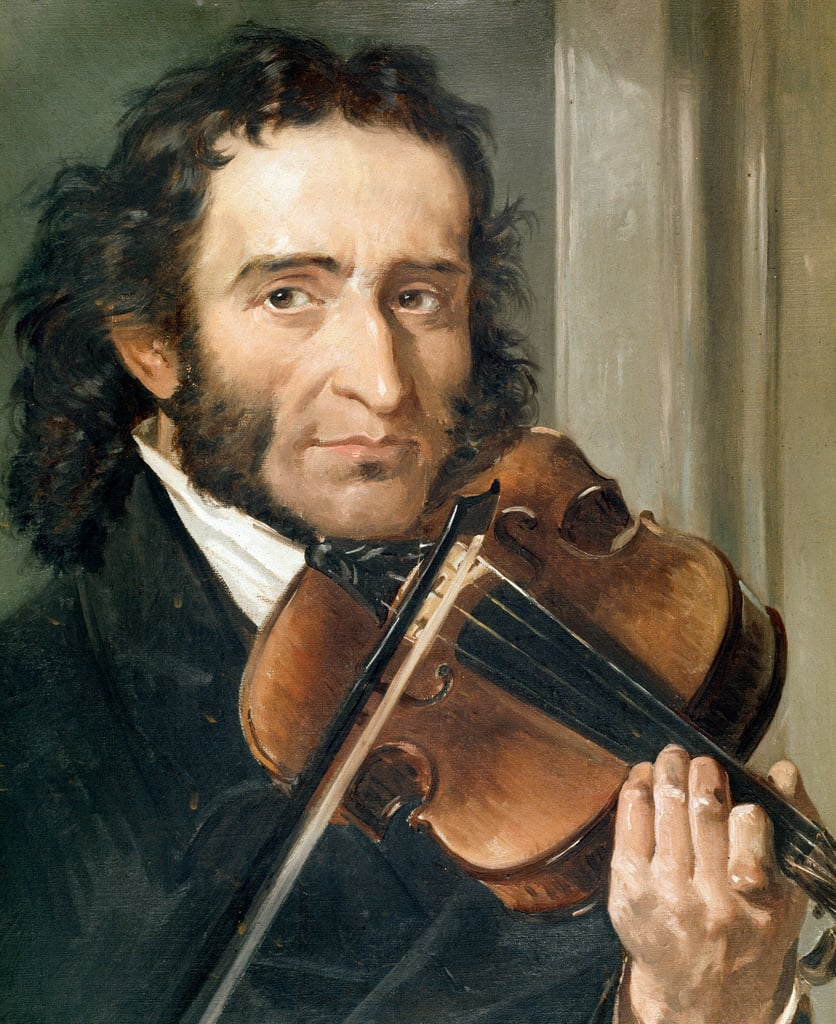
Niccolo Paganini.

C'est en 1816, à trente-trois ans, que le compositeur achève son premier concerto pour violon. Originellement il est conçu et écrit en mi-bémol, avec violon accordé un demi-ton au-dessus, mais ses successeurs l'ont transposé en ré majeur.
Après Milan, Venise — où il rencontre Spohr — et Trieste, les tournées suivantes du virtuose l’entraînent au centre de l'Italie : Piacenza et Bologne, où il rencontre dans la première le violoniste polonais Karol Lipiński, avec qui il joue (17 avril 1818), le double concerto de Rodolphe Kreutzer ; et dans la seconde Rossini, début d'un longue amitié musicale et personnelle. Rossini s'exclame : « Heureux que Paganini ne se livre pas exclusivement au genre lyrique. Quel rival dangereux ! » Rossini aurait pleuré trois fois dans sa vie : lors de la chute de son premier opéra, au cours d'une promenade en bateau lorsqu'une dinde truffée tomba malencontreusement à l'eau, et enfin, lorsqu'il entendit pour la première fois Paganini,. Paganini a composé trois cycles de variations sur Tancredi, Mosè in Egitto (Mose-Fantasia) et La Cenerentola.

Paganini se rend ensuite à Florence, Rome, Naples et Palerme, donnant de nombreux concerts et récitals. Spohr le qualifie de sorcier dans une lettre du 17 octobre 1816 : 

« On raconte sur lui des choses qui n'ont rien de musical, on lui décerne des louanges hyperboliques, on dit de lui que c'est un véritable sorcier, et qu'il tire de son violon des sons jamais entendus avant lui. Les connaisseurs pensent au contraire qu'on ne peut lui dénier une grande agilité de la main gauche dans les doubles cordes et les passages de toute sorte, mais que ce qui intéresse le gros du public vulgaire, l'abaisse au rang de charlatan et ne parvient pas à le dédommager de ses défauts : un son fort, un grand coup d'archet, et un phrasé du chant qui manque de goût. »

En 1820, son éditeur Ricordi annonce la disponibilité des cinq premiers opus : les caprices op. 1, deux recueils de sonates pour violon et guitare (op. 2 et 3) et six quatuors avec guitare (op. 4 et 5). Les Caprices sont immédiatement jugés injouables. Ils sont devenus aujourd'hui « La Bible » des violonistes, et pièces obligatoires du répertoire, car ils ne sont pas simplement une collection d'études ou d'exercices, mais un mélange parfait et bien équilibré de la technique du violon et du contenu musical.
Incipit du 17e caprice – utilisé ensuite par Liszt.
De l'automne 1820, datent aussi les Ghiribizzi (MS 43), ensemble de 43 Caprices, petites pièces pour guitare, notamment sur des thèmes empruntés de Rossini, Paisiello, Süssmayr, Mozart et Giuliani, destinées à la fille du Signor Botto de Naples et considérées par Paganini comme un « gribouillage ».
Alors à Rome, Rossini demande à Paganini de donner la première de son opéra Matilde di Shabran (24 février 1821), en remplacement au pied levé, du chef tombé malade, qui remporte un vif succès.
La période suivante, alors qu'il revient à Gênes, est marquée par la maladie : un examen médical révèle une maladie vénérienne et d'inutiles traitements – en plus de plusieurs affections pulmonaires. Il rencontre la jeune chanteuse Antonia Bianchi qui l'accompagne dans ses déplacements lorsqu'il retrouve la santé, et ses concerts à La Scala, à Venise et à Trieste jusqu'à l'automne 1824.
Il entame un nouveau cycle de tournées à travers l'Italie au début 1825 : Rome, Naples et Palerme, où sa réputation a considérablement augmenté. À Rome, il est fait chevalier de l'Éperon d'or (par le pape Léon XII, le 5 avril 1827) et nommé membre honoraire de l’Académie de Sainte Cécile. En juillet, Antonia Bianchi donne naissance à Achille Ciro Alessandro, seul enfant du musicien.
Alors qu'il est à Naples en 1826, Paganini termine son deuxième Concerto pour violon, op. 7, succès immédiat, en raison de son dernier mouvement faisant appel à un triangle pour imiter le son d'une clochette. Appelé plus tard lors de ses exécutions en Allemagne « La campanella », Liszt, juge qualifié en avait été tellement impressionné, qu'il a composé une fantaisie : Grand fantasia de bravoure sur « La clochette », une de ses pièces pour piano les plus difficiles. Liszt qui dira : « Quel homme ! Quel violon ! Quel artiste ! Quelle souffrance, quelle angoisse, quels tourments ces quatre cordes peuvent exprimer ! »
 Thème de La Campanella, troisième mouvement du second concerto.
Le troisième Concerto est écrit dès fin 1826 est orchestré en 1828 en prévision de la tournée viennoise.

### Autriche
En mars 1828, Paganini quitte Milan pour Vienne, invité par le chancelier Metternich, rencontré à Rome,. Il a quarante-six ans ; c'est le début de sa plus grande renommée, jusqu'en 1834. C'est sa première tournée hors d'Italie, et il est accompagné d'Antonia Bianchi et du petit Achille. Lors de son séjour de trois mois, il donne quatorze concerts dans quatre théâtres différents dès le 29 mars. Dans l'un d'eux, Schubert, rapporte que : « Dans l’adagio de Paganini, j'entendis le chant des Anges » en parlant du 2e concerto. Il a l'occasion de rencontrer ses collègues violonistes : Joseph Mayseder, Ignaz Schuppanzigh, Heinrich Wilhelm Ernst, Léon de Saint-Lubin et Josef Slavík et de se rendre compte que son expérience en tant que soliste, chef et compositeur peut être améliorée. Il écrit à son ami et avocat, Luigi Guglielmo Germi : « Qui si gusta la vera musica » [Ici, on apprécie la vraie musique]. Il remarque aussi au sujet des derniers quatuors à cordes de Beethoven « detta musica è molto stravagante » [cette musique est très extravagante].
Il compose son Capriccio sur « Là ci darem la mano » (hélas[pourquoi ?] perdu), Maestosa Suonata sentimentale et La tempesta, trois œuvres avec orchestre qui utilisent clairement la fibre sensible du peuple autrichien. La dernière œuvre est conçue en quatre variations pour la corde de sol et se fonde sur l'hymne national autrichien emprunté au Quatuor à cordes op. 76 no 3 de Haydn. Le tout joué en présence de l'empereur qui nomme Paganini Kammervirtuos. Mais alors que la Suonata obtient un vif succès, La tempesta est un échec.
La liaison avec Antonia Bianchi prend fin après quatre années : Paganini est contraint de payer une grosse somme à Bianchi mais il est convenu que l'enfant restera avec son père.
Paganini quitte Vienne pour Carlsbad à la fin de l'été, dans l'espoir d'améliorer sa santé. Il donne une série de six concerts en décembre à Prague. Alors que l'assistance l'ovationne, son jeu est considéré par les critiques comme un simple affichage de virtuosité, et sa musique (rondo du 2e concerto) une technique qui n'a rien à voir avec la musique. Le correspondant de la Hambuger Bœrsenhalle est l'un des plus violents :

« Je fus une fois à ses concerts, et jamais plus il ne m'y reverra ; il a une grande agilité dans la main gauche, qu'on peut acquérir par l'exercice, sans talent, ni génie, ni esprit, ni intelligence – ce n'est qu'une habileté purement mécanique. Les choses qu'il répète surtout sans cesse sont un inexprimable amalgame sur le chevalet qui ne forme nullement des sons réguliers, mais un gazouillement de moineaux, puis à la fin de chaque variation un pizzicato rapide de six notes avec la main gauche. Il conduit son archet aussi pauvrement qu'on peut l'imaginer. »

Retenu à Prague par une opération dentaire, il fréquente les soirées privées de Václav Jan Tomášek et rencontre Julius Maximilian Schottky qui fera paraître en 1830, la première biographie du musicien, avec quelques informations utiles :

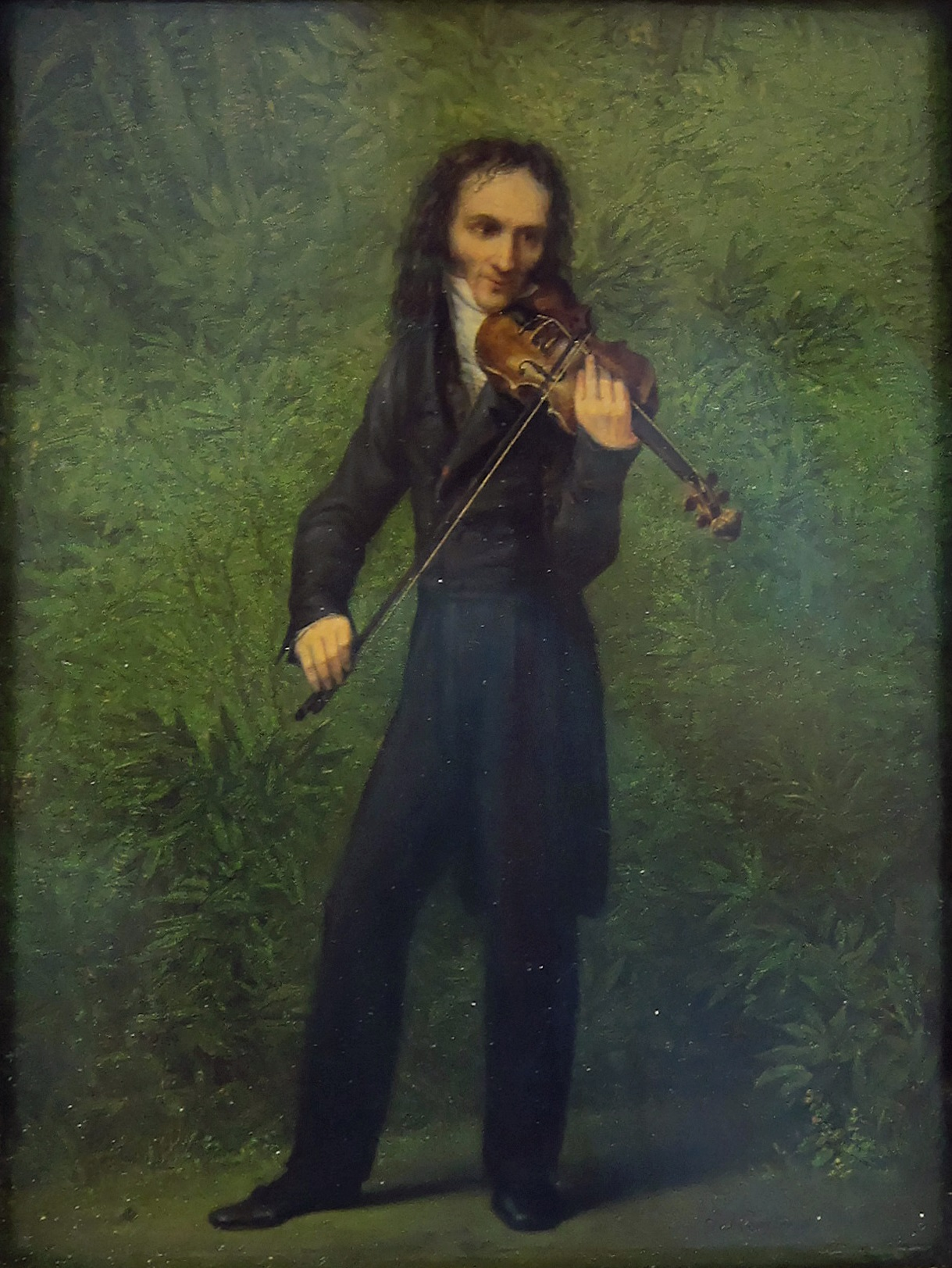
Paganini par Kersting vers 1829.

« Il est aussi maigre qu'on peut l'être, avec cela, un teint blême, un nez d'aigle pointant en avant de longs doigts osseux. À peine paraît-il pouvoir supporter ses habits, et quand il fait la révérence, son corps se meut d'une façon si singulière que l'on craint à tout moment de voir ses pieds se séparer du corps et l'homme entier s'écrouler en un tas d'ossements. »

### Allemagne et Pologne
En janvier 1829, commence une tournée de deux ans en Allemagne, avec un épisode en Pologne, pendant lequel il donne une centaine de concerts, dans quarante villes différentes. À Berlin (4 mars), il est parrainé par Spontini, Kapellmeister du roi de Prusse et rencontre Carl Friedrich Zelter et Mendelssohn. De fin mai jusqu'à juillet 1829, il est à Varsovie à l'occasion du couronnement de Nicolas Ier comme roi de Pologne (24 mai 1829). Il donne une dizaine de concerts et un jeune musicien de dix-neuf ans se rend à l'un d'eux « dont le souvenir hantera sa mémoire ». C'est Frédéric Chopin, qui écrit : « Le jeu de Paganini ne peut s'expliquer par les seules forces humaines : son art n'est pas une simple merveille, mais un prodige hors nature. » Il rencontre à nouveau Karol Lipiński. En raison de sa santé, il refuse les propositions de poursuivre son voyage jusqu'en Russie.
Il complète son quatrième Concerto pour violon entre l'automne 1829 et le mois de février suivant, et deux séries de variations : sur Il Carnevale di Venezia et God Save the King (qui est l'hymne national Prussien à cette époque).
Spohr et Hummel l'invitent à se produire à Cassel et Weimar. Spohr, « son seul rival » au violon commente l'événement dans ses mémoires :

« En juin 1830, Paganini vint à Cassel et donna au théâtre deux concerts que je suivis avec le plus vif intérêt. Sa main gauche comme ses intonations toujours pures me parurent admirables. Dans ses compositions et son jeu, je trouvai cependant un certain mélange de génialité et d'un manque de goût enfantin ; de sorte que l'impression totale, après plusieurs auditions, ne me satisfit pas complètement. »

À Weimar, il rencontre Robert Schumann (qui compose ses Douze études d'après Paganini op. 3 et op. 10, en 1832/33 et fait apparaître conjointement Chopin et Paganini dans Carnaval) et Goethe, qui commente, : « Il me manque une base pour cette colonne de flammes et de nuées. J'ai simplement entendu qu'une sorte de météore et je n'ai pas pu me rendre compte. Je pense qu'un tel phénomène n'est pas explicable par le seul jeu des lois humaines ».
Basé à Francfort, Paganini se noue avec Karl Guhr, chef d'orchestre à l'Opéra et excellent violoniste. Guhr laisse un ouvrage intéressant et pleinement informatif de tous les aspects techniques du style de jeu de Paganini,. Là encore, bien que Paganini remporte succès et ovations, les critiques et les musiciens professionnels regrettent l'excentricité de son jeu.

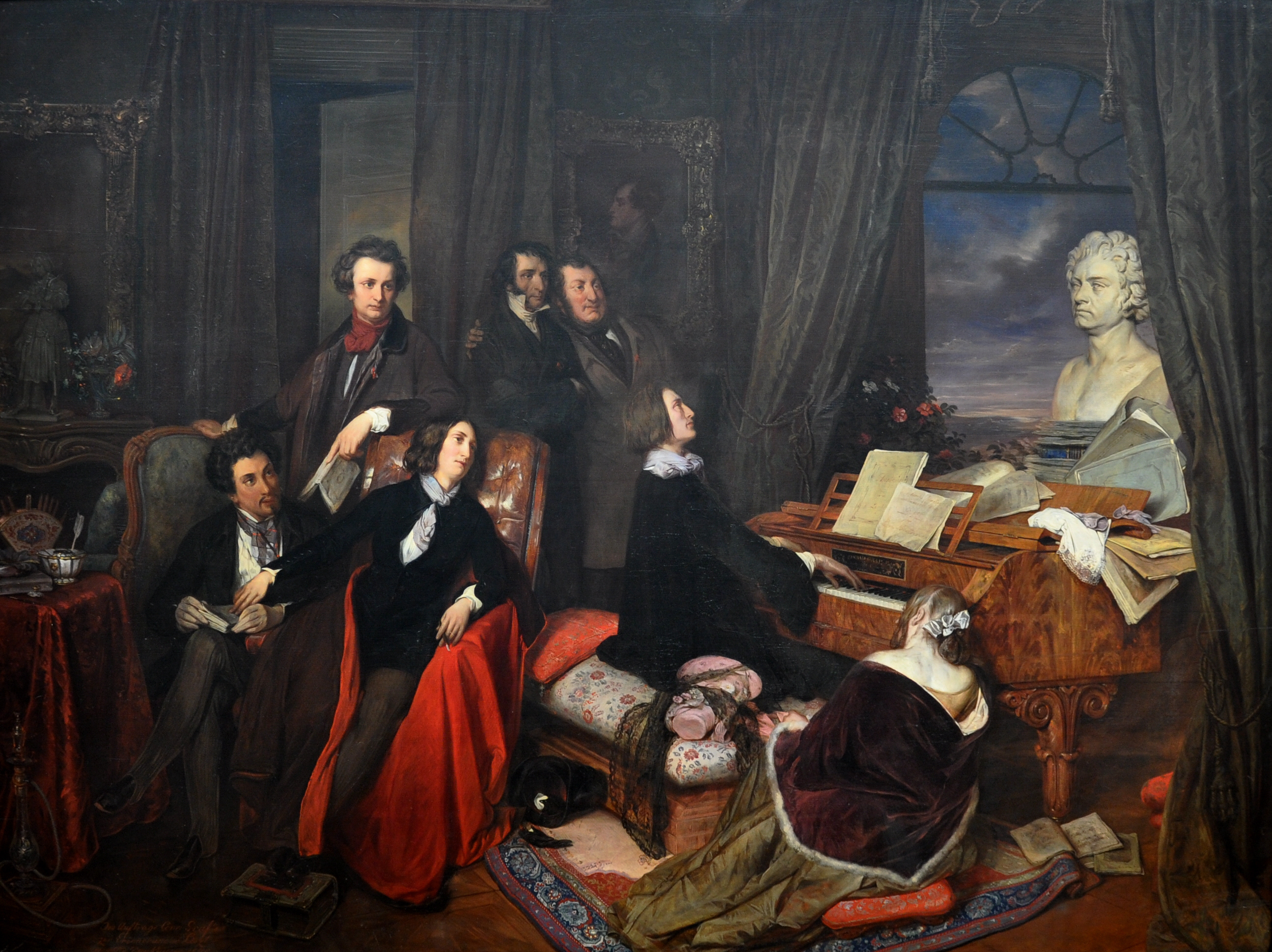
Liszt au piano… et Paganini amicalement serré par le bras de Rossini ; Victor Hugo à gauche, Alexandre Dumas et George Sand (assis) ; la comtesse d'Agoult de dos, au pied du piano. Il ne manque que Chopin… Peinture de Josef Danhauser commandée par le facteur de pianos Conrad Graf (sur lequel joue Liszt), 1840 (Alte Nationalgalerie).Liszt est si impressionné par le violoniste virtuose, lors du concert parisien du 22 avril 1832 à l'Opéra, qu'il agit comme un révélateur de la virtuosité possible au piano.

En février 1831, après une halte à Strasbourg, Paganini prend la route de Paris avec impatience.

### Paris et Londres
La première apparition parisienne de Paganini a été considérée comme un événement majeur – en cinq semaines, il donne dix concerts. Le 9 mars, pour le premier, la salle est bondée, malgré le prix doublé de l'entrée. Il y figure le premier concerto, la Sonata militare qui sont des variations sur « Non più andrai » de Mozart, et des variations sur « Nel cuor più non mi sento », de Paisiello (extrait de La molinara), sous la direction de Habeneck. Les critiques – Castil-Blaze, Jules Janin et François-Joseph Fétis – sont unanimes pour louer le style et la technique extraordinaire de Paganini. Ludwig Börne déclare : « Ce fut un enthousiasme divin, diabolique, je n'ai jamais vu ou entendu quelque chose de semblable de toute ma vie. Tous les gens sont devenus fous. » Fétis cependant émet des réserves :

« Si l'on considère les découvertes de Paganini dans leur application aux progrès de l'art et à la musique sérieuse, je crois que leur influence sera bornée et que ces choses ne sont bonnes qu'entre ses mains ; car médiocrement exécutées, elles seraient insupportables. L'art de Paganini est un art à part qui est né et mourra avec lui. »

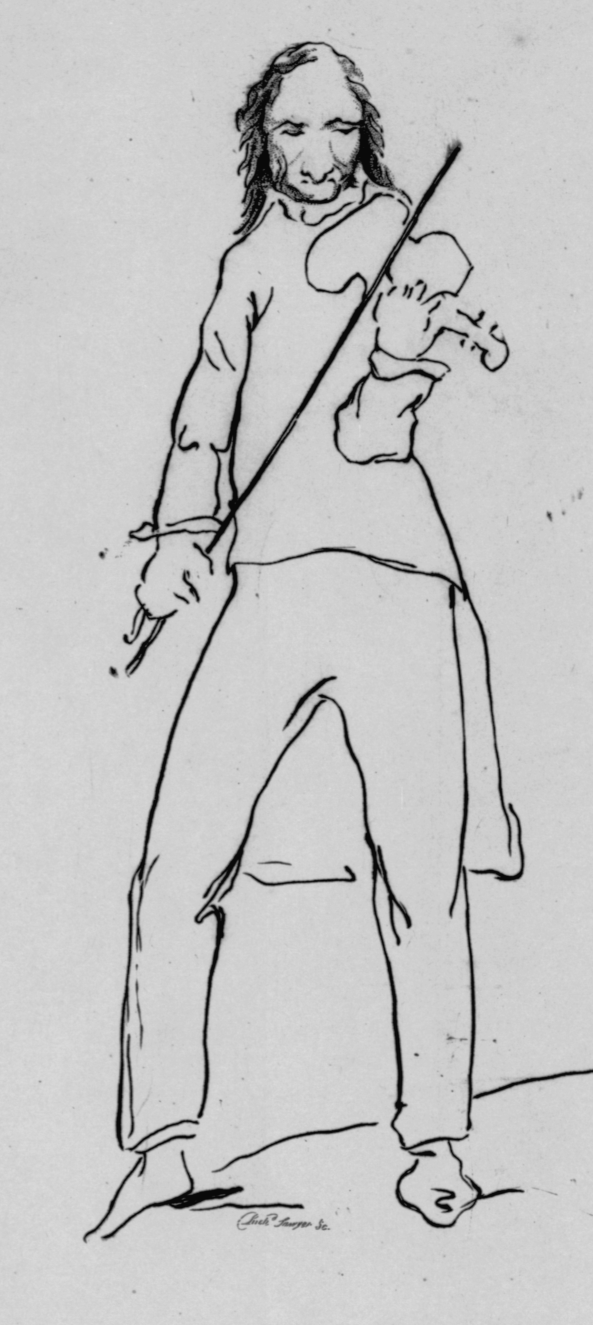
Paganini à Londres, 1831 (dessin).

François Castil-Blaze écrit pour sa part :

« Vendez tout ce que vous possédez, bradez tout, mais allez l'entendre. C'est le plus impressionnant, le plus surprenant, le plus merveilleux, le plus miraculeux […], le plus inattendu des phénomènes jamais survenus. » Puis : « Cinq pieds, cinq pouces, taille de dragon, visage long et pâle, fortement caractérisé, bien avantagé au nez, œil d'aigle, cheveux noirs, longs et bouclés. Les prunelles, étincelantes de verve et de génie, voyagent dans l'orbite de ses yeux. »

— Castil-Blaze, Journal des débats, 13 mars 1831.
Mais Paris apporte aussi la calomnie lorsqu'il refuse de jouer pour un concert de bienfaisance. Le musicien se voit traîné dans la boue et fait figure d'avare-type, dans une campagne de presse qui dure plusieurs années. Invité à Londres, le séjour parisien est écourté. Après un concert, dans The Times le titre est : « il est non seulement le meilleur interprète qui ait jamais existé sur cet instrument, mais il forme une classe par lui-même ». Mais il est l'objet de la même campagne de dénigrement dès son arrivée à Londres qui juge exorbitants ses tarifs, qu'il est alors contraint de baisser. Le 12 janvier 1832 il donne un concert à Leeds. Il est revu par la presse locale ainsi : « Sa personne est un poème. Il a quelque chose de surnaturel : c’est un homme presque sans ombre ; mais son visage est généralement agréable, et son sourire témoigne d’une grande nature bienfaisante. Ses performances étaient : Preludio e Rondo Brillante ; Recitative e tre aria Variante (joué sur la quatrième corde) ; l’admirée Variazione sur la canzonetta napolitaine Carnaval de Venise, descriptive des monstres et caprices d’un carnaval vénitien, toutes composées par le signor. On ne se sent pas compétent de parler de ce que l’on peut qualifier de ses “miracles” : nous pouvons admirer ses harmonies délicieuses, ses cadences, sa dextérité extraordinaire, le son plus que musical de son fiddle. Il peut le faire grincer, et hurler, et rire, et pleurer et presque parler ; il peut exprimer la gaîté et le chagrin, la tragédie, la comédie, ou la farce. Sa performance a été saluée par des applaudissements illimités; mais il à décliné d’obéir aux cris de “encore !”. »

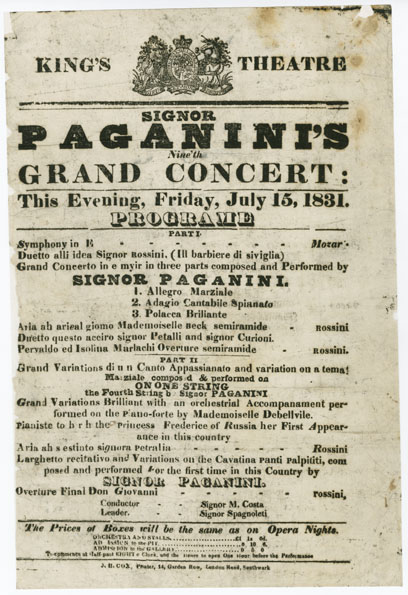
Affiche du concert au King's Theatre de Londres, le 15 juillet 1831. Au programme : Symphonie de Mozart, Concerto de Paganini, arias et ouverture de Rossini.

Il rencontre plusieurs musiciens italiens, notamment Pio Cianchettini, Michele Costa, Domenico Dragonetti, Michele Lablache, Nicolas Mori, Giuditta Pasta et Paolo Spagnoletti, avant d'entamer une tournée en Irlande et en Écosse avec le pianiste Cianchettini et Costanza Pietralia, chanteuse chargée de remplir la partie vocale de ses programmes. À Dublin, il donne une nouvelle œuvre pour violon et orchestre : Variations sur un thème irlandais « le jour de la Saint-Patrick » – évidemment conçu pour plaire au public irlandais, dont la partie solo est perdue. Paganini retourne à Londres en mars 1832, pour Paris : il a donné cinquante-neuf concerts en six mois.
Durant les années 1832 à 1834, Paganini s'intéresse au violon alto, en tant qu'instrument soliste. À Londres, il joue lors d'un concert privé, son Terzetto pour alto, violoncelle et guitare où Mendelssohn réalise la partie de guitare au piano. Paganini aimait beaucoup jouer la musique de chambre de Mozart, Haydn et surtout Beethoven.
Berlioz décrit ainsi sa première rencontre avec Paganini (9 décembre 1832), dans ses Mémoires : 

« Enfin pour comble de bonheur, un homme, quand le public fut sorti, un homme à la longue chevelure, à l'œil perçant, à la figure étrange et ravagée, un possédé du génie, un colosse parmi les géants, que je n'avais jamais vu, et dont le premier aspect me troubla profondément, m'attendit seul dans la salle, m'arrêta au passage pour me serrer la main, m'accabla d'éloges brûlants qui m'incendièrent le cœur et la tête ; c’était Paganini !! »

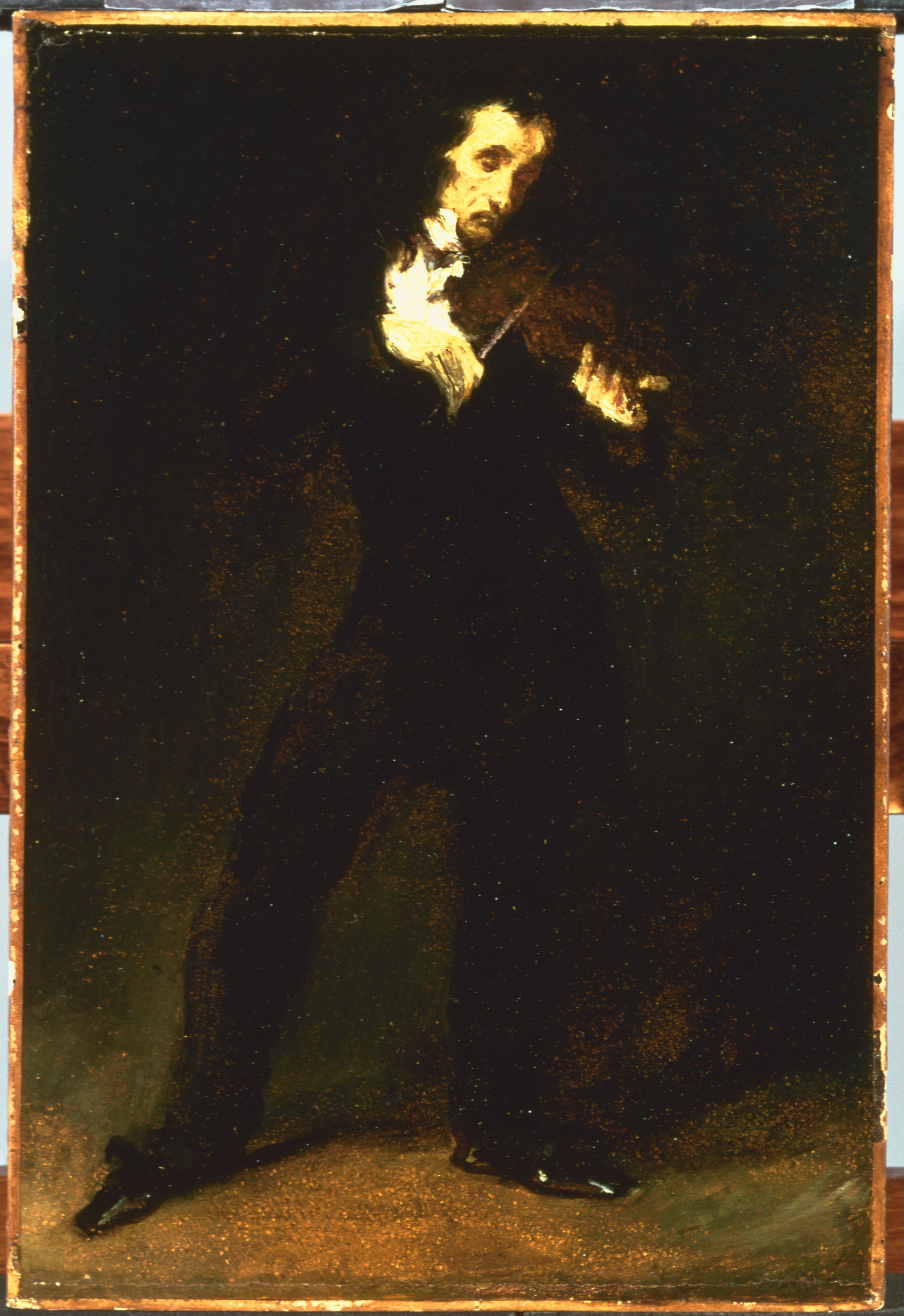
Paganini jouant du violon,
Eugène Delacroix (esquisse 1831),
Collection Philips, Washington.

Le violoniste-altiste, enthousiasmé par la Fantastique, commande à Berlioz un concerto pour alto, mais après avoir pris connaissance des premiers brouillons, il rejette l'œuvre comme inadaptée et jamais le violoniste n'a joué l'œuvre. Berlioz réarrange ensuite le matériel pour sa symphonie « Harold en Italie » (1834). Paganini, bien que « trop souffrant » pour écrire, se résout malgré tout à composer une œuvre plus « appropriée » pour lui-même : en 1834, il présente sa Sonata per la Grand Viola, à Hanover Square Rooms. Le titre provenant de ce qu'il utilisait un alto de grande taille, emprunté à son ami Germi. Le concert ne rencontre qu'un succès d'estime, et malgré la rareté de son exécution, l'œuvre est une contribution majeure au répertoire de la littérature virtuose de l'alto au XIXe siècle.
Grâce à plusieurs centaines de concerts en quelques années, en Europe, dont à partir de 1831 à Paris, puis Londres, Paganini gagna plusieurs fois son propre poids en or : en une année il pouvait avoir récolté 300 kilos d'or.

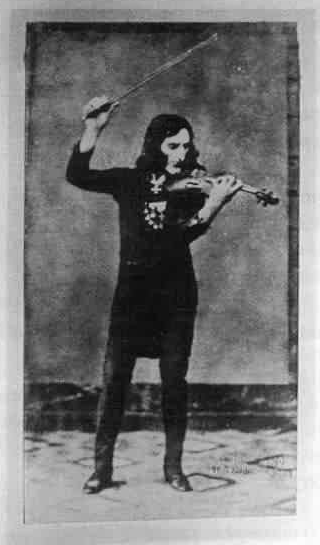
Faux Daguerréotype de Paganini forgé en 1900 par le luthier italien Giuseppe Fiorini.

Le jeune Henri Vieuxtemps, alors âgé de dix ans, effectue une dernière tournée en Belgique et aux Pays-Bas. Il écrira plus tard :
« Grand émoi ! Sensation ! Absence de faim et de soif ! Il y avait de quoi. Je m'en souviens encore. Je le vois. Les applaudissements qui l'accueillirent n'avaient pas de fin. Pour quelque temps, il avait l'air de s'en amuser et, quand il en avait assez, d'un coup d'œil d'aigle, diabolique, il regardait le public et lançait un trait, une fusée éblouissante, partant de la note la plus grave du violon jusqu'à la plus élevée, avec une rapidité, une puissance de son, une clarté, un étincellement de diamant si extraordinaire, si vertigineux que déjà chacun se sentait subjugué, fanatisé… » Il parle aussi des « chaînes magnétiques » qui reliaient le virtuose à la salle. C'est ce que dit aussi Balzac écrivant, dans l'Interdiction (1836), à propos du peintre Alexandre-Gabriel Decamps : Il « a dans son pinceau ce que Paganini avait dans son archet, une puissance magnétiquement communicative. »
Lors de son dernier séjour à Londres, Paganini tombe amoureux de Charlotte Watson, fille de son pianiste accompagnateur. Le couple décide de se marier à Paris, mais Charlotte trouve au rendez-vous son père et non son fiancé… Le scandale est repris par la presse britannique et française et il est violemment attaqué par Jules Janin. Paganini n'est plus que l'ombre de lui-même.
Il quitte Paris pour l'Italie après six ans d'absence. Il a acquis une villa près de Parme, mais se rend à Gênes, où il compose pour les offrir à son ami Germi, violoniste amateur, les 60 Variations sur Barucaba pour violon et guitare. Le texte de cette chanson est une parodie des cérémonies du service de mariage juif. « Baruch-aba » signifie « être béni ». En novembre 1835, il retourne à Parme, où l'archiduchesse Marie-Louise d'Autriche le nomme conseiller pour réorganiser l'orchestre ducal, fort de ses expériences avec les meilleurs orchestres européens. Mais toutes ses demandes ne sont pas approuvées, notamment des remplacements de personnel. Il dirige également, I puritani de Bellini et les ouvertures à Guillaume Tell de Rossini et Fidelio de Beethoven.
C'est à cette époque qu'Henri Heine dans Les Nuits Florentines, en brosse un portrait en termes hyperboliques :

« C’était Paganini dans son noir costume de gala : habit noir et gilet noir de coupe effroyable, comme l’étiquette infernale le prescrit peut-être à la cour de Proserpine. […] Il portait une redingote gris foncé qui lui tombait jusqu’aux talons, ce qui faisait paraître sa taille très haute. Sa longue chevelure sombre descendait sur ses épaules en mèches tordues, et y formait une sorte de cadre noir autour de sa figure pâle et cadavéreuse où le chagrin, le génie et l’enfer avaient imprimé leurs ineffaçables stigmates. »

### Dernières années
Après avoir démissionné de son poste, il se rend à Turin, où il joue pour Charles-Albert, puis déménage à Marseille et Nice. En juin 1837, il est à Paris, intéressé dans un établissement « Casino Paganini » monté par son ami Lazzaro Rebizzo. Il doit y donner deux concerts par semaine, mais sa santé l'empêche : la nouvelle entreprise fait faillite. Paganini est attaqué en justice pour rupture de contrat et condamné à payer une grosse somme en réparation.

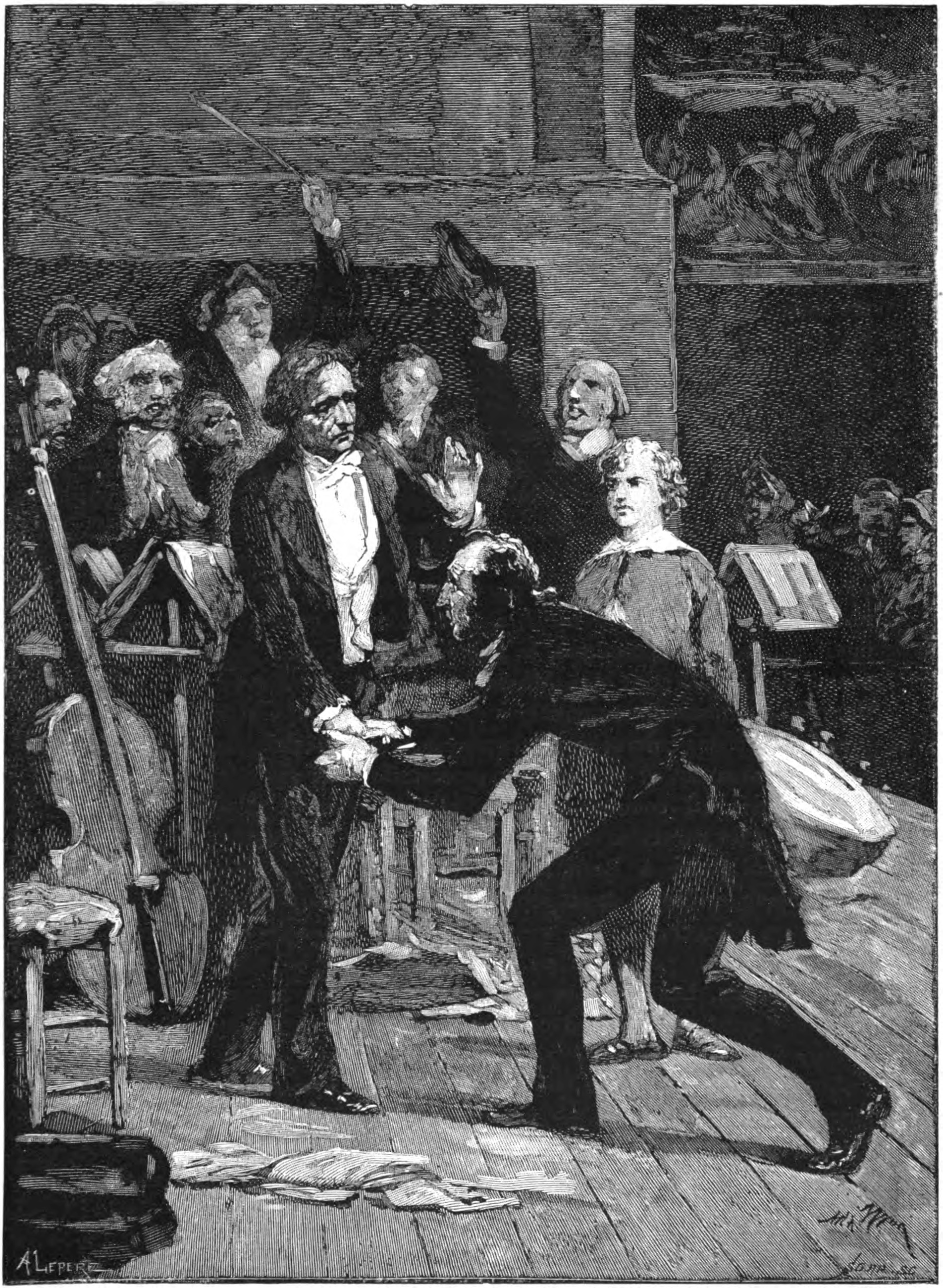
Après le concert du 16 décembre 1838 au Conservatoire, où Berlioz dirige la Symphonie fantastique et Harold en Italie : Berlioz et Paganini (accompagné de son jeune fils que l'on aperçoit derrière), qui s'exclame comme il peut, car sa voix est perdue : Quel prodige !, puis s'agenouille devant lui (publié dans : Adolphe Jullien, Hector Berlioz: sa vie et ses œuvres, 1888).

À Paris, il compose des œuvres avec orchestre : la Sonate La primavera et Balletto campestre dont le thème est suivi de 49 variations. Avant de quitter Paris, à la fin de 1838, Paganini adresse un chèque de 20 000 francs à Berlioz avec un mot en italien : « Beethoven mort ; il n'y avait que Berlioz qui pût le faire revivre ». Berlioz en retour lui a dédié sa symphonie Roméo et Juliette.
Paganini quitte Paris pour Marseille, puis Nice appartenant encore au royaume de Sardaigne, où le comte de Cessole, son élève et ami, met à sa disposition un appartement. Sa carrière de concertiste et de compositeur est terminée. Il investit alors des sommes importantes dans l'acquisition d'instruments à cordes précieux et se fait marchand jusqu'à l'épuisement de sa santé. Il perd la voix en octobre 1838.
Paganini meurt le 27 mai 1840 à l'âge de 57 ans au 23, rue de la Préfecture, dans le vieux Nice. Une plaque commémorative en italien est apposée sur la façade.
Le talent de l'instrumentiste est tel que les plus impressionnables, ou les envieux, prennent ce dernier pour le diable,. Malgré un testament qui réclame cent messes aux Capucins et recommande son âme « à l'infinie bonté de Notre Créateur », il est accusé d'impiété par l'évêque de Nice, Dominique Galvano : l'enterrement religieux lui est interdit, ainsi que l’inhumation en terre consacrée. Il faut dire que le chanoine Caffarelli, dépêché au chevet du mourant, selon les dires de sa servante Teresa Repetto, « pénétrant d'emblée dans la chambre du malade, aurait cru habile d'engager ainsi la conversation : « Ah, ah, Moussu Paganini, ahura, es plus l'oura de sounà lou zounzoun » (à présent ce n'est plus le moment de jouer du crin-crin), ce qui eut pour résultat immédiat de redonner au moribond la force nécessaire pour lui désigner la porte… »

Le comte de Cessole fait embaumer le corps, qui est exposé et est de nouveau pris pour l'incarnation du diable. Le comte de Cessole fait enlever par des amis de la haute société niçoise la dépouille, qui va connaître un étonnant périple.

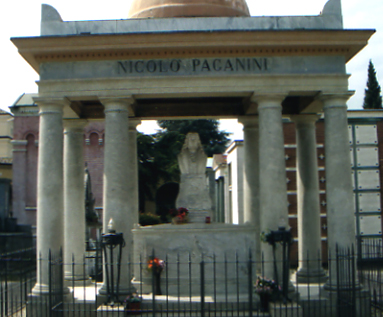
Tombeau de Paganini à Parme.

 Le corps est successivement déposé à Nice dans la cuve à huile d'une propriété du comte de Cessole, à la pointe Saint-Hospice du cap Ferrat, au Lazaret de Villefranche. En avril 1844, il est transféré dans la maison paternelle de Paganini à Romairone dans le val Polcevera près de Gênes, puis à la villa Paganini à Gaione près de Parme en 1853. En 1876, 36 ans après sa mort, le pape Pie IX ayant réhabilité Paganini, le corps est enfin transféré solennellement au cimetière de la Steccata à Parme, puis à la suite du déclassement de ce dernier vingt ans plus tard, dans un monument au centre du cimetière de la Villetta de Parme. La communauté musicale étant saisie de doute, après un tel périple, sur l'authenticité du corps, le cercueil est ouvert en 1893 en présence de son fils et du violoniste František Ondříček et en 1896, puis en 1940 à l'occasion du centenaire de la mort de l'artiste.
Paganini a eu peu d'élèves. On peut mentionner Cattarina Calcagno et Gaetano Ciaudelli, un violoncelliste, mais son véritable disciple est Camillo Sivori (1815–1894),.
Passionné de cuisine, il compose en 1837, la première recette de ravioli avec la sauce tomate.

## Instruments de Paganini

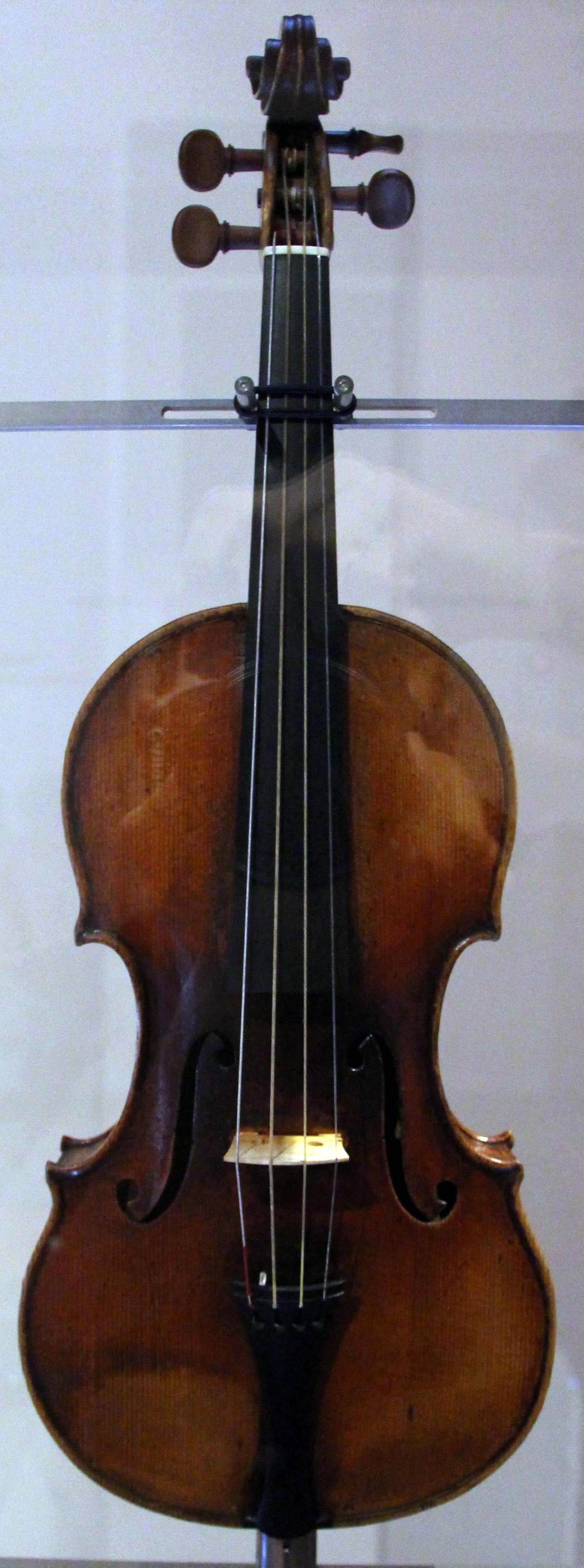
Son violon dit Il Cannone exposé au Palazzo Doria-Tursi de Gênes.

- Le « Cannone »[98],[99] — était incontestablement le violon préféré de Paganini[100]. Il fut réalisé à Crémone en 1743 par le luthier Guarneri del Gesù. L'artiste avait une réelle prédilection pour ce violon et, en raison de la plénitude et de la puissance de sa sonorité — d'où le nom —, il l'appelait affectueusement « il mio violino Cannone ». En 1937, le luthier Cesare Candi fut chargé de restaurer l'instrument. Légué à la ville par testament, il est exposé à Gênes depuis 1851.
- Le « Vuillaume »[101] — un autre violon que Paganini appréciait tout particulièrement était celui réalisé par Jean-Baptiste Vuillaume. Ce violon, fidèle reproduction du « Cannone », a été fabriqué à Paris par le luthier français en 1833 alors qu'il réparait la table d'harmonie de l'original, et qu'il offrit à Paganini. En 1840, Paganini accepta de le céder à son fidèle élève Camillo Sivori pour une somme de cinq cents francs, montant que Paganini fit envoyer à Vuillaume en signe de sa reconnaissance et de son amitié artistique.

Ces deux instruments, transmis par donation et legs, sont la propriété de la commune de Gênes. Ils sont aujourd'hui conservés à l'Hôtel de ville, le Palazzo Tursi. À noter que, contrairement au « Cannone », le « Vuillaume » resta presque inutilisé jusqu’en 1992, lorsque la municipalité confia au luthier Scrollavezza le soin de sa restauration pour le ressusciter à la vie des concerts.
Paganini possédait également les instruments suivants, dont ceux marqués d'un astérisque font partie d'un ensemble d'instruments appelés Quatuor Paganini ayant été joués par différents ensemble de quatuors à cordes depuis 1946 (Paganini, Cleveland, Tokyo, Hagen) :
Violons
- Antonio Amati 1600 ;
- Niccolò Amati 1657 ;
- Paganini-Desaint 1680 Stradivari* ;
- Guarneri-filius Andrea 1706 ;
- Le Brun 1712 Stradivari ;
- Vuillaume 1720c Bergonzi ;
- Hubay 1726 Stradivari ;
- Comte Cozio di Salabue 1727 Stradivari*.

Altos
- Comtesse des Flandres 1582 da Salò-di Bertolotti ;
- Mendelssohn 1731 Stradivari*.

Violoncelles
- Piatti 1700 Goffriller ;
- Stanlein 1707 Stradivari ;
- Ladenburg 1736 Stradivari*.

Guitare
- Guitare romantique[102] par Grobert à Paris, vers 1830, prêtée par Jean-Baptiste Vuillaume et cédée ensuite à Berlioz (guitariste lui aussi), actuellement exposée au musée de la Musique à Paris.

## Technique

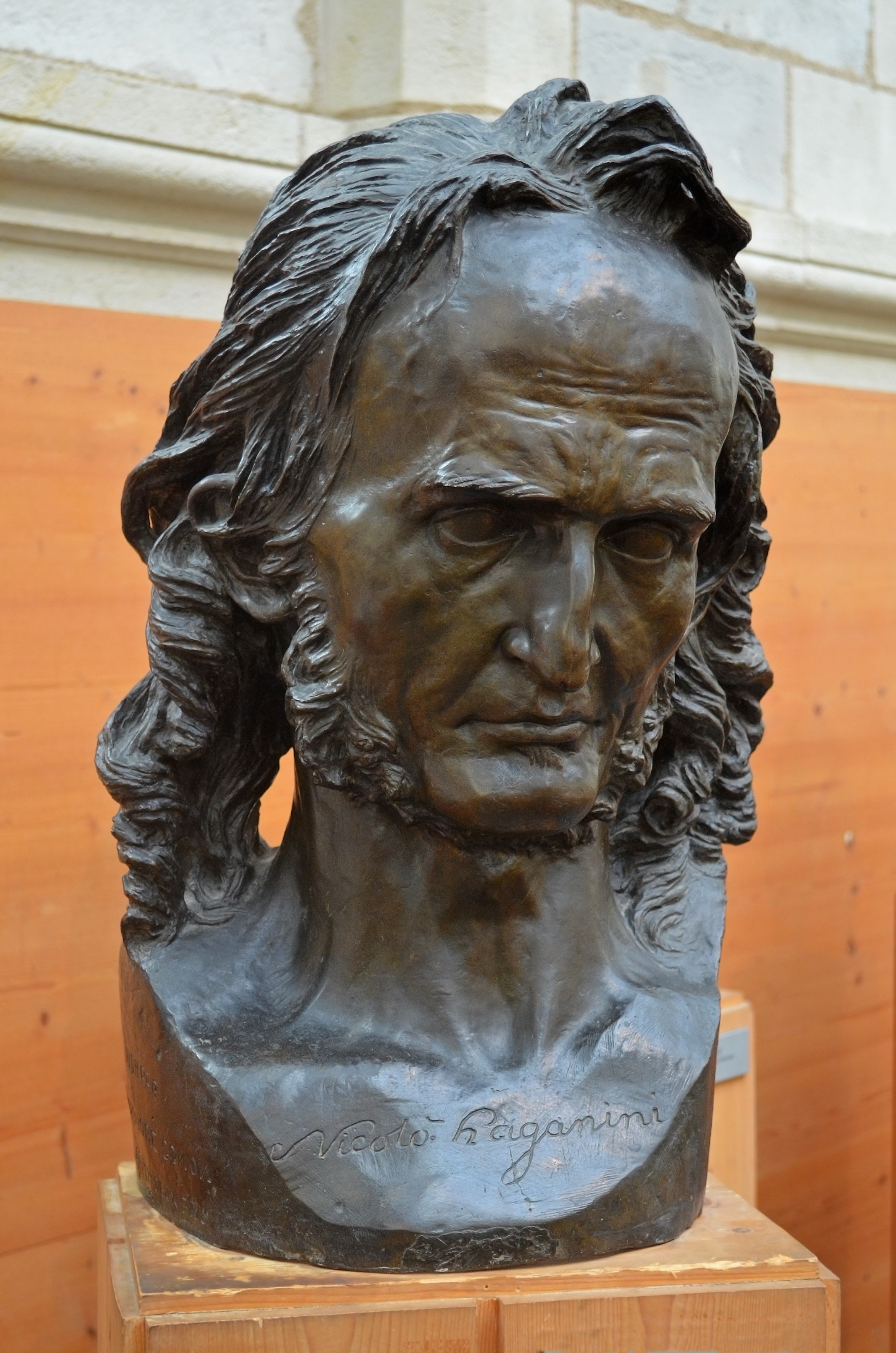
Buste de Niccolò Paganini par le sculpteur David d'Angers (1830-1833).

Paganini benéficia, en plus d'une technique développée, d'une morphologie particulière : ses mains, sans être plus grandes que la normale, étaient dotées d'une extensibilité hors normes. « Ainsi, par exemple, il imprimait aux dernières phalanges de la main gauche qui touchait les cordes, un mouvement de flexion extraordinaire, qui les portait, sans que sa main ne se dérange, dans le sens latéral à leur flexion naturelle, et cela avec facilité, précision et vitesse. » Une théorie prétend que N. Paganini aurait souffert du syndrome de Marfan, mais une hyperlaxité ligamentaire telle que la sienne n'est pas exclusive à ce syndrome particulier et peut avoir diverses explications médicales. Sa technique fit sensation dès son plus jeune âge.

On rapporte que son ouïe était remarquablement développée : 

« La délicatesse de l'ouïe de Paganini surpasse tout ce qu’on pourrait imaginer […] Au milieu de l'activité la plus bruyante des instruments de percussion de l'orchestre, il lui suffisait d'un léger toucher du doigt pour accorder son violon ; il jugeait également, dans les mêmes circonstances, de la discordance d'un instrument des moins bruyants et cela, à une distance incroyable. »

— Francesco Bennati, 1831.
Ce qui frappe peut-être le plus chez Paganini, c’est la pertinence et la précision des effets et des thèmes qu’il propose, que ce soit à travers le violon ou l’orchestre. Nombre de ces thèmes ont été imités dans d’autres œuvres, intégralement dans la Rhapsodie sur un thème de Paganini de Rachmaninov, la Campanella de Liszt, ou par bribes (bariolages du violon de ses 4e et 5e concertos par exemple se retrouvent dans les œuvres de Mendelssohn (op. 64), de Saint-Saëns (Introduction e Rondo Capriccioso), de Sibelius (op. 47), de Rimski-Korsakov (Schéhérazade, 3e mouvement), pour ne citer que les plus connus). C’est peut-être cela, cette « puissance magnétiquement communicatrice » comme le disait Balzac, qui justifie le mieux l’expression consacrée pour décrire l’art de Paganini : le « violon du Diable ».
Plus posément, Carl Guhr, Kapellmeister (directeur artistique) du théâtre de Francfort, après avoir maintes fois observé et écouté Paganini, distingua dans un article consacré à l’art de Paganini au violon, vers 1829–1830, six différences majeures, entre Paganini et « tous les autres violonistes », six innovations principales,, :
- la méthode de réglage de l’instrument décalant certaines notes d’un demi-ton, par exemple, « il est à espérer qu’il partagera ce secret avec le monde entier » ;
- la façon dont son corps s’incline, pendant qu’il joue, selon la vitalité et l’énergie de ses œuvres ;
- la combinaison des notes à l’archet et les pizzicati de la main gauche. Cette technique semble avoir existé dans les anciennes œuvres italiennes, mais a été éclipsée par les écoles française et allemande ;
- son utilisation des harmoniques : « On peut dire avec certitude que la plupart de l'assurance et de la clarté de Paganini au violon est liée à sa complète maîtrise des harmoniques. » ;
- ses compositions pour la seule corde de sol ;
- son « tour de force » : « Je ne peux pas mieux décrire ce dont il s’agit. Chaque personne l’entendant pour la première fois est à la fois excitée et étonnée […] Paganini peut toucher les plus profonds gouffres de l’âme. […] Ce qui est sans précédent. L’effet est au-delà de toute description. »

## Style et influence
Paganini fut un compositeur de la fort riche période, intermédiaire entre la fin du classicisme et le début du romantisme, au début du XIXe siècle. Il était contemporain de Beethoven, Schubert, Rossini, Chopin, Liszt, Berlioz, et certains d'entre eux devinrent ses amis : Berlioz composa pour lui Harold en Italie, Liszt s’inspira de ses Caprices pour écrire différentes œuvres pour piano seul, par exemple. Mais Paganini n’est pas un simple spectateur de l’avènement du romantisme, il en est l'un des créateurs primordiaux. Tout comme les travaux de Chopin et Liszt vont faire entrer le piano dans l’univers romantique, tout comme ceux de Beethoven et Berlioz métamorphosent l’art symphonique, Paganini révolutionne la façon de jouer du violon.
Bien qu’ayant relativement peu composé, Paganini laissa des œuvres majeures qui ont influencé la plupart des compositeurs d’œuvres pour le violon, ou pour violon et orchestre, après lui : Vieuxtemps, Spohr, Wienawski, Mendelssohn, Saint-Saëns, Sibelius, Jenő Hubay, Lipinski ou Glière, entre autres. On constate que cette influence ne se limite pas au XIXe siècle, mais se poursuit au cours du XXe, en même temps que l’on voit apparaître tardivement des compositions différentes, comme celles de Chostakovitch ou Prokofiev. De même que parmi les premiers romantiques sus-cités, il est assez difficile de trouver des précurseurs du style et de la technique de Paganini. On peut penser cependant aux travaux de Locatelli dans L'arte del violino, ou à Vivaldi dans une certaine mesure. Le célèbre violoniste Ivry Gitlis estime qu'il y a « un avant Paganini, et un après Paganini, que toute la musique, que toute l'écriture de la musique a été métamorphosée par Paganini, ».
L’influence de Paganini est en particulier marquée par les 24 Caprices, exposition directe, virtuose et impressionnante de toutes les capacités du violoniste, et qui demeurent le « Mont Everest » pour tout violoniste d'aujourd'hui. Paganini y condense en effet toutes les difficultés techniques de l’instrument, y apportant une nouvelle façon de l’employer, puissamment vivante et expressive.
Cette volonté se retrouve, peut-être amplifiée, dans ses six concertos pour violon et orchestre. Ces œuvres sont parfois vues comme de pures glorifications du soliste dont les démonstrations techniques avaient été écrites dans le but principal de révéler les talents stupéfiants du virtuose Paganini ; il serait erroné de les réduire à cette seule dimension. Si l’orchestration reste peu développée en comparaison de celle des compositeurs qui ont suivi, elle n’est pas pour autant rudimentaire. Outre le violon lui-même, de nombreux effets de l’accompagnement, utilisation des bois, des pizzicati, et le triangle, notamment, frappèrent les esprits par leur originalité et leur perspicacité, et furent repris dans d’autres œuvres.
Paganini a eu une influence notoire dans le monde du hard rock instrumental à base de guitare électrique. Son style éblouissant a notamment profondément marqué le guitariste suédois Yngwie Malmsteen dans l’album Yngwie J. Malmsteen’s Rising Force. À la suite de cette influence paganinienne, ainsi que celle de Jean-Sébastien Bach, représentant du violon classico-baroque germanique, à l'opposé du franc romantisme de Paganini, il créa un nouveau genre musical : le Metal néo-classique ou « baroque and roll », où la virtuosité instrumentale est mise en avant. Malmsteen reprend en effet dans sa musique certains thèmes de Paganini : le Concerto no 4 en concert et le Caprice no 24 dans la chanson Prophet of doom. Suivant le courant néoclassique créé par Malmsteen, plusieurs guitaristes, tels Vinnie Moore, Tony MacAlpine, Georges Bellas, Theodore Ziras ou Jason Becker se sont inspirés du style de Paganini.
Ajoutons enfin que Steve Vai fera une adaptation du caprice no 5 dans le célèbre duel de guitare du film Crossroads (1986).

## Œuvres
Niccolò Paganini laisse environ deux cent cinquante œuvres musicales. Le catalogue des œuvres a été dressé par Moretti et Sorrento (Gênes, 1982). Une publication complète des œuvres est engagée depuis 1976 : Paganini, N. : Edizione nazionale delle opere. Sur les bases du catalogue M.S. et de sa discographie (Bibliothèque nationale de France, juin 1997, impression 715 116) Gérard Thomas-Baruet a établi les listes alphabétiques quasi complètes des œuvres de N. Paganini et de son disciple C. Sivori.

### Violon seul
- Vingt-quatre Caprices, op. 1 (pub. 1820 Ricordi) Dédiée « aux artistes »
- Sonate pour violon seul en sol majeur (1805–1809 ; pub. 1830 au sein de l'ouvrage de K. Gühr) Dédié « À S.A.S. la princesse Élisa »
- La Primavera, sonate avec variations (vers 1838 ; pub. 1952 Schott's Söhne) Ne subsiste que la partie soliste, sans l'accompagnement d'orchestre

### Violon et piano
- Cantabile pour violon et piano en ré majeur (vers 1822–1824 ; pub. 1922 Universal Edition)

### Violon et guitare
- Carmagnola con variazioni (1790)
- Grande sonata concertata en la majeur (1805)
- Deux séries de six sonates pour violon et guitare : Sei sonata op. 2 et 3 (1805)
- Cantabile in re maggiore
- Douze sonate di Lucca
- Duetto amoroso
- Entrata d’Adone nella reggia di Venere
- Douze sonates pour violon et guitare
- Sonata concertata
- Cantabile e Valtz (1823)
- Variazioni sul Barucabà
- Sei duetti
- Centone di sonate (18) (1828)
- Soixante variations sur l’air Barucaba (1835) également une version pour violon seul

### Œuvres de chambre
- Deux sonates et deux sonatines pour guitare
- Quinze quatuors pour cordes et guitare (1806-1820)
- Cinq trios pour cordes et guitare
- Trois quatuors pour cordes : ré mineur, mi-bémol majeur, la mineur (1815)
- Trois duos concertants pour violon et violoncelle, op. 16

### Concertos
- Concerto pour violon et guitare, en mi mineur (antérieur à 1815 ; pub. 1973) Retrouvé en 1972 chez un antiquaire londonien, parvenu sous la forme de deux fascicules non autographes
- Concerto no 1 pour violon, en mi-bémol majeur op. 6 (1816 ; pub. 1851 Paris, Schonenberger) Transposé en ré majeur de nos jours
- Concerto no 2 pour violon, en si mineur, op. 7 (1826 ; pub. 1851 Schonenberger) qui comprend La Campanella
- Concerto no 3 pour violon, en mi majeur (1826)
- Concerto no 4 pour violon (en), en ré mineur (1829–1829)
- Concerto no 5 pour violon, en la mineur (1830 ; Pub. 1959)

### Violon et orchestre
- Polonaise avec variations (avant novembre 1810 ; pub. 1952 Schott's Söhne) Manque la partie d'orchestre
- Marie-Louise, sonate (vers 1810) Création à Bergame, en 1813
- Le Streghe, op. 8, variations sur une danse des sorcières de ballet de Franz Xaver Süßmayr et Salvatore Viganò Il noce di Benevento, avec orchestre (novembre/décembre 1813 ; pub. 1851 Schonenberger) Créé au théâtre Carcano à Milan, le 15 décembre 1813
- Le Carnaval de Venise : sur Oh ! mamma !, op. 10
- Sonata a preghiera « Mosè variations » (Mose-Fantasia) (1818‑1819 ; pub. 1855 Schuberth)
- Variations sur un thème comique continué par l’orchestre
- Variations sur Non più mesta, op. 12, de La Cenerentola (1819 ; pub. 1851 Schonenberger) création à Naples, teatro dei Fiorentini, le 31 août 1819
- Tarentella (entre 1819 et 1826 ; pub. 1956 Zimmermann)
- Variations sur Di tanti palpiti de Rossini (Tancredi), op. 13 (1819 ; pub. 1851 Schonenberger)
- Pezzo per corno, fagotto e orchestra
- Adagio en mi majeur (1826)
- Grande sonate sentimentale sur un thème de Haydn (mai/juin 1828) Création au Hoftheater, le 27 juin 1828
- God Save The King, Maestosa sonata sentimentale op. 9, varié pour le violon, avec orchestre (mars/avril 1829 ; pub. 1851 Schonenberger) Création, Berlin, le 29 avril 1829
- Sonate Varsovie (mai/juin 1829 ; pub. Schott) La partie d'orchestre est perdue

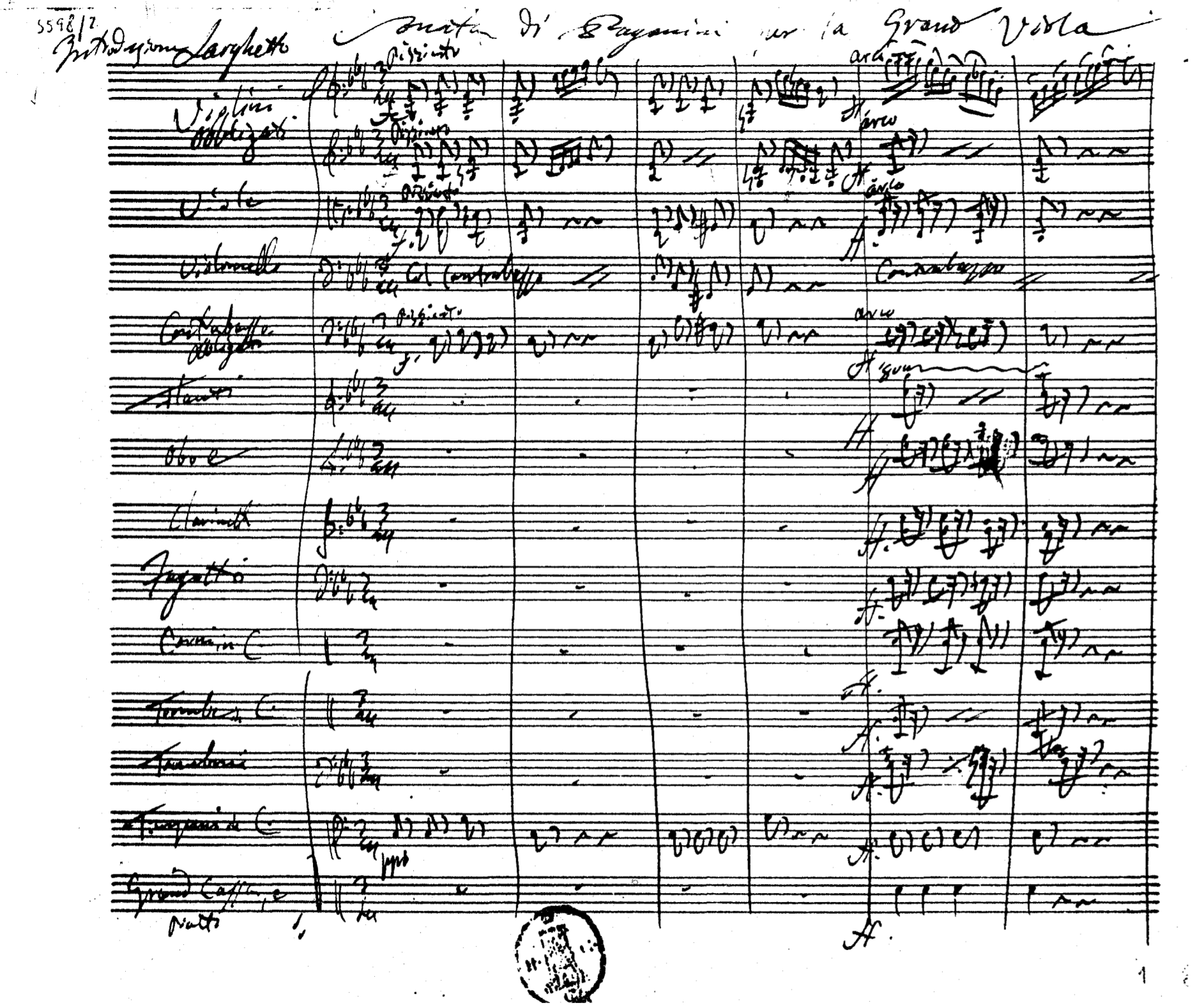
Page manuscrite de la Sonata per la Grand Viola.

- Sonata per la Grand Viola avec orchestre.Page manuscrite de la Sonata per la Grand Viola. (1834 ; pub. 1985 Zimmermann) Créé à Londres, le 28 avril 1834
- Movimento Perpetuo, op. 11 (1835 ; pub. 1851 Schonenberger)
- Sonate avec variations
- Là ci darem la mano, variations d’après un air de Mozart (Don Giovanni)
- Romance pour le chant
- Le Couvent du mont Saint-Bernard
- Fantaisie vocale
- Duo pour un violon (combinant archet et pizzicati de la main gauche)

Incipit du Moto perpetuo.

## Œuvres inspirées par Paganini

### Musique
- Hummel - Fantaisie pour piano en ut majeur « Souvenir de Paganini », WoO 8 / S.190.
- Berlioz, Symphonie Harold en Italie, 1834
- Schumann, Douze études d'après Paganini, op. 3 (1832)
- Schumann, Carnaval où il fait apparaître conjointement Chopin et Paganini (1834/35)
- Schumann, accompagnement de piano pour les Caprices de Paganini (1853)[111]
- Liszt, Grand fantasia de bravoure sur « La Campanella » (1832)
- Liszt, Études Paganini (1838)
- Chopin, Souvenir de Paganini pour piano (1839 ; pub. 1887) Sur O Mamma Cara
- Brahms, Variations sur un thème de Paganini (1863)
- Szymanowski, Trois caprices de Paganini transcrits pour violon et piano op. 40 (1918)
- Parent, Variations sur le thème du 24e Caprice de Paganini pour violon avec accompagnement de piano (1919)[112]
- Ysaÿe, Paganini variations pour violon et piano
- Lehár, Paganini, opérette (1925)
- Rachmaninoff, Rhapsodie sur un thème de Paganini (1934)
- Castelnuovo-Tedesco, Capriccio Diabolico « Hommage à Paganini » pour guitare (1935)
- Lutosławski, Variations sur un thème de Paganini, pour deux pianos (1941)
- Casella, Paganiniana, divertimento pour orchestre (1942)
- Dallapiccola, Sonatina canonica pour piano en mi-bémol majeur sur le Caprice de Niccolò Paganini, pour piano (1942/43, pub. 1946)
- Blacher, Variations sur un thème de Paganini pour orchestre, op. 26 (1947)
- Thalben-Ball, Variations sur un thème de Paganini, pour pédale d'orgue (1949)
- Milstein, Paganiniana (Thème : Caprice no 24 ; var. 1: Caprice no 3 ; var. 2: Le Streghe ; var. 3 : Caprice no 6)
- Constant, Le violon (ballet) pour violon et orchestre (1962), sur un argument de Roland Petit d’après des Caprices de Niccolò Paganini. Création à Paris, Théâtre de Chaillot, le 15 décembre 1962, sous la direction de Marius Constant
- Rochberg, Caprice Variations (1970)
- Becker, Perpetual Burn (1988)
- Say, Paganini variations[113]
- Strasnoy, Concerto pour violon, basé sur Trois Caprices de Paganini (2011) Commande de Radio France[114]

Fritz Kreisler a arrangé nombre d'œuvres pour violon seul de Paganini en ajoutant une partie de piano ou d'orchestre (pouvant être réduite au piano), notamment : Le streghe, le Rondo La Campanella (du 2e concerto), le Moto perpetuo, op. 11, l'Introduction et Variations sur le Non più mesta de Rossini (La Cenerentola) et les Caprices op. 1.
Hubert-Félix Thiéfaine fait référence à l'artiste dans son titre Les Ombres du soir extrait de l'album Suppléments de mensonge.

### Littérature
- Félix Romani, « Ode à Paganini »[115] (août 1839)
- Guy de Maupassant, Sur l'eau (1888)[116]. Récit tout à fait inventé sur la lecture des journaux[110]….
- Joseph Gelinek (pseudo de Máximo Pradera), El violín del diablo (thriller) 2011 (OCLC 805073867)

### Cinéma
- Une aventure de Paganini (1910), film français d'Étienne Arnaud. Scénario d'Abel Gance[117].
- Paganini (1923), film allemand de Heinz Goldberg[118], avec Conrad Veidt dans le rôle-titre.
- Paganini (1934), film allemand de Emerich Walter Emo, Gern hab' ich die Frau'n geküßt adaptation de l'opérette de Franz Lehár.
- La Symphonie fantastique (1942), film français de Christian-Jaque. Paganini y fait une courte apparition sous les traits de Maurice Schutz.
- L'Archet magique [The Magic Bow] (1946), film britannique de Bernard Knowles[119]. Paganini est joué par Stewart Granger et les solos sont interprétés par Yehudi Menuhin.
- Paganini (1989), film de Klaus Kinski[120] inspiré de la vie de Paganini, interprété par Klaus Kinski.
- Der Teufelsgeiger [Paganini, le violoniste du diable] (2013), téléfilm allemand réalisé par Bernard Rose[121]. Paganini est interprété par David Garrett.

### Autres hommages

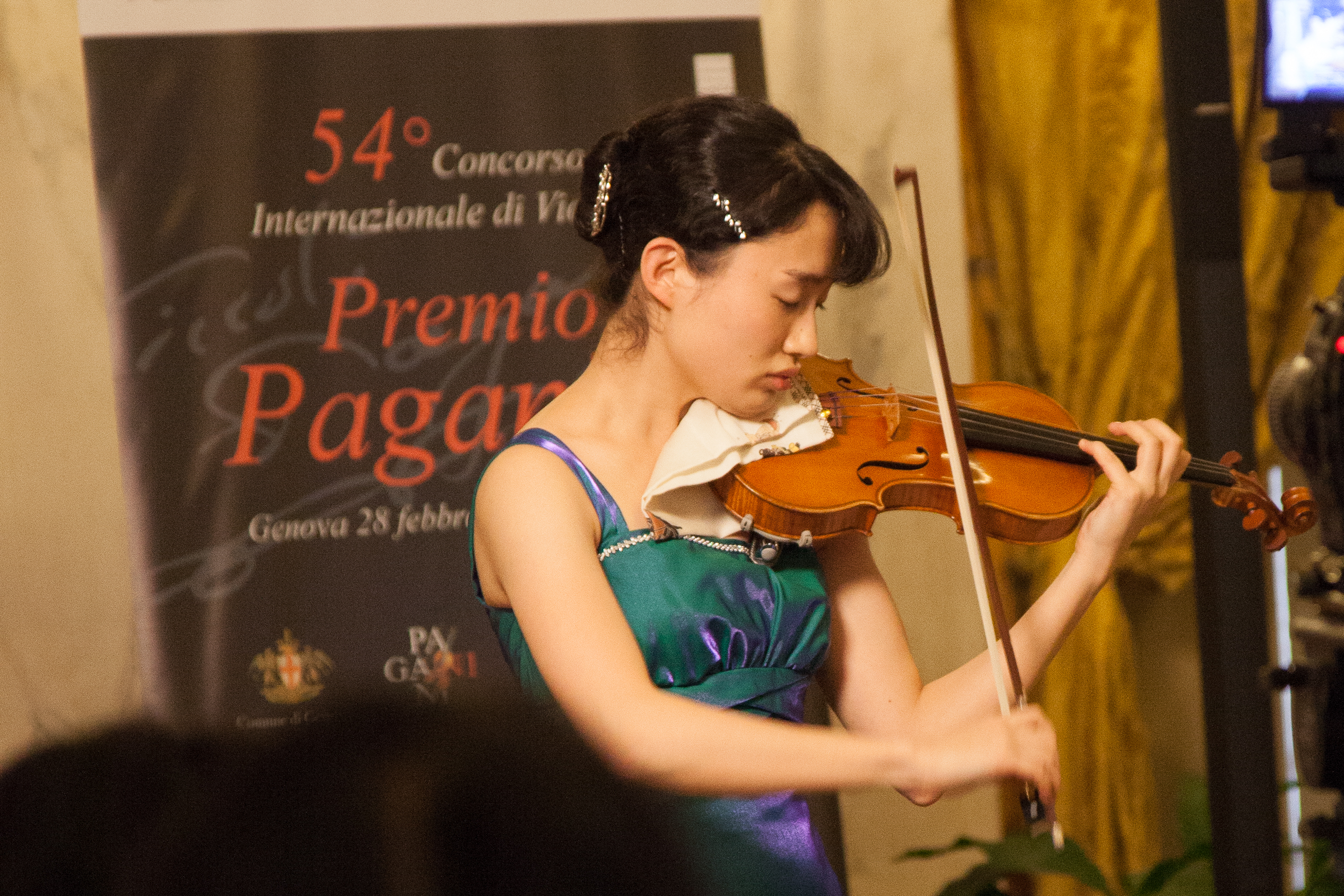
La violoniste japonaise Fumika Mohri, seconde lors du 54e Premio Paganini de Gênes en 2015.

En 1946, est fondé le Paganini Quartet, par Henri Temianka (premier violon). Il a la spécificité de jouer sur quatre instruments de Stradivarius ayant appartenu à Paganini, désigné sous le nom de Quatuor Paganini : le Comte Cozio di Salabue de 1727 ; le Desaint, de 1680 ; l'alto est le Mendelssohn, de 1731 ; le violoncelle est le Ladenburg de 1736. Le quatuor a été actif jusqu'en 1966 et les instruments conservés à la Corcoran Gallery of Art de Washington. Puis prêtés dès 1982 au Quatuor de Cleveland jusqu'à leur dissolution en 1995. Depuis 1994, les instruments sont la propriété de la Nippon Music Foundation et prêtés au Quatuor de Tokyo de fin 1995 à 2013 ; puis au Quatuor Hagen.
En 1954, est créé un concours international de violon (Premio Paganini), organisé dans sa ville natale, Gênes ; où se sont distingués successivement chaque année : György Pauk et Gérard Poulet, Salvatore Accardo, Jean-Jacques Kantorow, Gidon Kremer, Ilya Grubert, Isabelle Faust, Ilya Gringolts et bien d'autres virtuoses. Les gagnants ont chaque année le privilège de jouer sur le violon de Paganini « il Canonne » décrit plus haut et considéré en Italie comme trésor national.
Le conservatoire de la ville de Gênes porte son nom, Conservatoire Niccolò Paganini.
Un certain nombre de virtuoses instrumentaux sont désignés par le terme « Paganini de... » à l'exemple de :
- Jean-Nicolas Savary jeune (1786–1853), « le Paganini du basson » ;
- François Servais (1807–1866), « le Paganini du violoncelle » ;
- Giovanni Bottesini, « le Paganini de la contrebasse » ;
- Heinrich Biber, appelé au début du XIXe siècle, « le Paganini du XVIIe siècle » ;
- Ernesto Cavallini, appelé le Paganini de la clarinette ;
- Maurice Steger, « le Paganini de la flûte à bec » ;
- Robert Bonfiglio, « le Paganini de l'harmonica » par le Los Angeles Times.

Depuis 1934, une rue de Paris (20e arrondissement) porte son nom.
Une planète mineure, découverte en 1978 par l'astronome Nikolaï Tchernykh, dans la ceinture d'astéroïdes, est nommée 2859 Paganini d'après le musicien.

## Orientation discographique
Salvatore Accardo et l’Orchestre philharmonique de Londres dirigé par Charles Dutoit, ont enregistré au milieu des années 1970, l'intégrale des concertos pour violon, qui est souvent considérée comme une référence.
Le violoniste suisse Alexandre Dubach a enregistré l’intégrale des six concertos : Complete violin concertos, avec l'Orchestre philharmonique de Monte-Carlo, dir. Lawrence Foster et Michel Sasson.
D'autres violonistes célèbres comme Menuhin, Rabin, Szeryng, Perlman, Vengerov, Hahn ont également enregistré certains concertos (généralement le premier).
Itzhak Perlman a enregistré l’ensemble des Caprices dans des versions remarquables. Alexander Markov, Michael Rabin, Ivry Gitlis, Ruggiero Ricci, Shlomo Mintz, Salvatore Accardo, Julia Fischer et James Ehnes également (deux fois), ainsi que David Garrett dans la version avec piano de Schumann.
Luigi Alberto Bianchi et Maurizio Preda ont enregistré l'ensemble des œuvres pour violon et guitare de Paganini (1985, Dynamic) et Gil Shaham et Göran Söllscher un choix important (1993, DG). Perlman et John Williams laissent un disque consacré aux duos (1976, Sony).
Pour les Sei Sonata op. 2 et op. 3, on retient la version de Eduard Grach et Andrei Garin et l'intégrale des 37 sonates par Guido Fichtner.

#### Ouvrages anciens

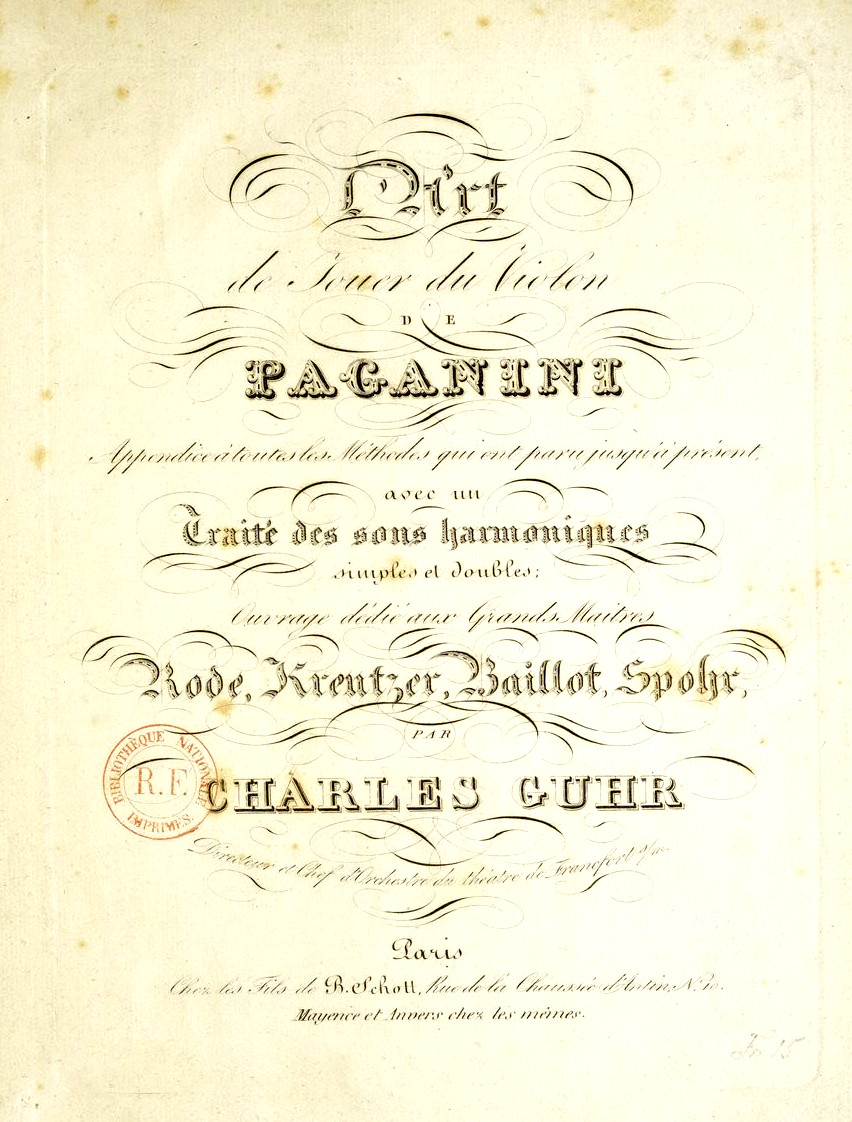
Page de titre de la version française de L’Art de jouer du violon de Paganini par Carl Guhr (1830, édité par B. Schott).

- Nicolò Paganini, Notice sur Paganini : Écrite par lui-même, Revue Musicale no 9, 11 septembre 1830, p. 137–145 C'est dans ce texte que Paganini donne une date incorrecte pour sa date de naissance – 1784 pour 1782 – ce qui a été recopié pendant longtemps par les biographes.
- (de) Carl Guhr, Über Paganinis Kunst die Violine zu spielen, Mayence, B. Schott's Söhne, 1830, 61 p. (OCLC 21918791, lire en ligne)
  - Traduction : L'Art de jouer du violon de Paganini, appendice à toutes les Méthodes qui ont paru jusqu'à présent, avec un traité des sons harmoniques, simples et doubles, 69 p. lire en ligne sur Gallica
- G. Imbert de Laphalèque, Notice sur le célèbre violoniste Nicolo Paganini, Paris, E. Guyot, 1830, 66 p. (OCLC 419890949, BNF 41942701, lire en ligne)
- (de) Julius Max Schottky, Paganini’s Leben und Treiben als Künstler und als Mensch, Prague, J.G. Calve, 1830, 448 p. (lire en ligne) La première biographie importante par un ami du violoniste. L'œuvre en deux parties, parle d'abord des voyages et de l'accueil à Prague et en Allemagne, citant de nombreuses revues de concerts. La seconde se penche sur le caractère, la personnalité et l'éducation de Paganini.
- François Fayolle, Paganini et Bériot : ou Avis aux jeunes artistes qui se destinent à l'enseignement du violon, Paris, M. Legouest, 1831, 67 p. (OCLC 8017462, lire en ligne)
- François-Joseph Fétis, Notice biographique sur Nicolo Paganini : suivie de l'analyse de ses ouvrages et précédée d'une esquisse de l'histoire du violon, Paris, Schonenberger, 1851, 95 p. (OCLC 12196056)
- Marie et Léon Escudier, La vie anecdotique de Paganini, Paris, E. Dentu, 1856, 380 p. (BNF 30405653, lire en ligne), p. 305 sqq.
- (en) Stephen S. Stratton, Nicolo Paganini : His Life and Work, Londres, The Strad, coll. « The Strad library » (no 17), 1907, 205 p. (OCLC 756990254, lire en ligne)
- Jacques-Gabriel Prod’homme, Paganini, Paris, H. Laurens, coll. « Les musiciens célèbres », 1907, 126 p. (OCLC 5904746, BNF 35583798, lire en ligne)
- (de) Julius Kapp, Paganini, Berlin, Schuster & Loeffler, 1913, xi-167 (lire en ligne) Livre réédité constamment : sa quinzième édition est de 1969. C'est la biographie allemande fiable et populaire (malgré la date de naissance erronée). Comporte une large collection de documents primaires liés à Paganini, des tableaux, des dessins, des programmes de concerts et des lettres.
- Alberto Bachmann, « Nicolo Paganini », dans Les grands violonistes du passé, Paris, Librairie Fischbacher, 1913, vi-468 (OCLC 49081775, lire en ligne), p. 178 sqq.

#### Ouvrages modernes
- (it) Arturo Codignola, Paganini intimo, Gênes, Municipio di Genova, 1935, 691 p. (OCLC 1898997) De Courcy (1957, II p. 359) considère ce livre « comme le plus précieux et important » livre sur Paganini « depuis Schottky ». L'ouvrage contient outre la biographie, 283 lettres du musicien, datées de 1814 à 1840.
- Renée de Saussine, Paganini le magicien, Paris, Éditions Gallimard, 1938. Réédition : Paganini (préf. Jacques Thibaud), Genève, Éditions du Milieu du Monde, 1950, 262 p. (OCLC 10538743) Une biographie romancée, fort bien écrite, mais dont la fiabilité des faits est mis en défaut.
- (en) Geraldine I.C. de Courcy (2 vol.), Paganini : The Genoese, Norman, University of Oklahoma Press, 1957, xv-423 p. ; vii- 431 (OCLC 890638) Généralement considéré, en anglais, comme faisant autorité et ouvrage de référence sur le sujet. Chacune des quatre parties, documente une période de la vie de Paganini. Le dernier chapitre donne un aperçu sur la littérature. Il y a peu de commentaires sur la musique.
- (it) Maria Rosa Moretti et Anna Sorrento, Catalogo tematico delle musiche di Nicolò Paganini, Gênes, Comune di Genova, 1982, xxvi-420 (OCLC 11334809)
- Edward Neill (trad. de l'italien par Sylviane Falcinelli), Nicolò Paganini [« Nicolò Paganini : il cavaliere filarmonico »], Paris, Fayard, coll. « Bibliothèque des grands musiciens », 1991, 482 p. (ISBN 2-213-02792-7, OCLC 442680415, BNF 35480048) Biographie substantielle et bien documentée, dont l'édition française est privée des 140 illustrations de la version italienne et n'en reproduit qu'une dizaine. Les appendices fournissent notamment une histoire du Guarneri del Gesù « Il Cannone » et un choix de témoignages des contemporains.
- (en) Philippe Borer, The Twenty-Four Caprices of Niccolò Paganini : Their Significance for the History of Violin Playing and the Music of the Romatic Era (thèse de doctorat soutenue à l'University of Tasmania en 1995), Gênes, Civico Istituto di Studi Paganiniani, 1997, vii-299 (OCLC 185041999) L'auteur y examine la composition, ses aspects techniques et l'influence de l'œuvre jusqu'à nos jours. Il discute de leur réception et de la signification de la dédicace « Aux artistes ».
- (ru) Tatiana Berford, Николо Паганини: стилевые истоки творчества [=Les sources stylistiques de l’œuvre de Nicolò Paganini], Saint-Pétersbourg, Novikov, 2010, 480 p.
- Laure Dautriche, Paganini : Le violoniste du diable, Tallandier, 2021.

#### Autres ouvrages
- Marc Pincherle, Le violon, Paris, PUF, coll. « Que sais-je? » (no 1196), 1974, 2e éd. (1re éd. 1966), 128 p. (OCLC 833167773, BNF 34559668), p. 88-90.
- Claude Nanquette, Les grands interprètes romantiques, Paris, Fayard, 1982, 367 p. (ISBN 2-213-01210-5, OCLC 10019372), p. 257-265.
- Alberto Conforti (trad. de l'italien par Rita Petrelli), Le violon [« Il violino »], Milan, Flammarion, 1987, 160 p. (ISBN 2-08-201833-4, OCLC 319796720)
- Leon Plantinga (trad. de l'anglais par Denis Collins), La Musique romantique : historie du style musical au XIXe siècle en Europe, Paris, Lattès, 1989, 533 p. (ISBN 978-2-7096-0763-6)
- (en) Mark Katz, The violin : a research and information guide, New York, Routledge, coll. « Routledge music bibliographies », 2006, 410 p. (ISBN 0-8153-3637-3, OCLC 62134729, lire en ligne)

#### Articles
- Renée de Sausine, « Paganini », dans Roland-Manuel (dir.), Histoire de la musique, t. 2, Paris, Éditions Gallimard, coll. « Encyclopédie de la Pléiade », 1963, 1878 p. (ISBN 2070104044, OCLC 852916, BNF 33042677), p. 465-473.
- Revue musicale de Suisse romande, vol. 46, no 2, juin 1993. Comprend notamment des articles de Philippe Borer, sur l'influence des Caprices de Paganini et d'Edward Neill, sur Paganini compositeur.
- Theodore Baker et Nicolas Slonimsky (trad. de l'anglais par Marie-Stella Pâris, préf. Nicolas Slonimsky, adaptée et augmentée par Alain Pâris), Dictionnaire biographique des musiciens [« Baker's Biographical Dictionary of Musicians »], t. 3 : P-Z, Paris, Robert Laffont, coll. « Bouquins », 1995 (réimpr. 1905, 1919, 1940, 1958, 1978), 8e éd. (1re éd. 1900), 4728 p. (ISBN 2-221-07778-4), p. 3079.
- (en) Edward Neill, The New Grove Dictionary of Music and Musicians (édité par Stanley Sadie) : Paganini, Nicolò, Londres, Macmillan, seconde édition, 29 vols. 2001, 25 000 p. (ISBN 978-0-19-517067-2, lire en ligne)
- (it) Philippe Borer (en collaboration avec Paolo Cecchinelli), « La pura forma » dans: Quaderni dell’Istituto di Studi Paganiniani n. 13, 2001.
- Mihnea Penesco, « Paganini (Niccolò) », dans : Marc Vignal, Dictionnaire de la musique, Paris, Larousse, 2005, 1516 p. (ISBN 2-03-505545-8, OCLC 896013420, lire en ligne), p. 754-755.